# Московские футбольные дерби
Московские дерби — футбольные дерби между клубами из Москвы. Термин применяется к матчам между командами, но также может использоваться в более широком смысле для описания соперничества между клубами и их болельщиками. Матчи между московскими футбольными клубами проводятся как минимум с 1906 года по настоящее время.

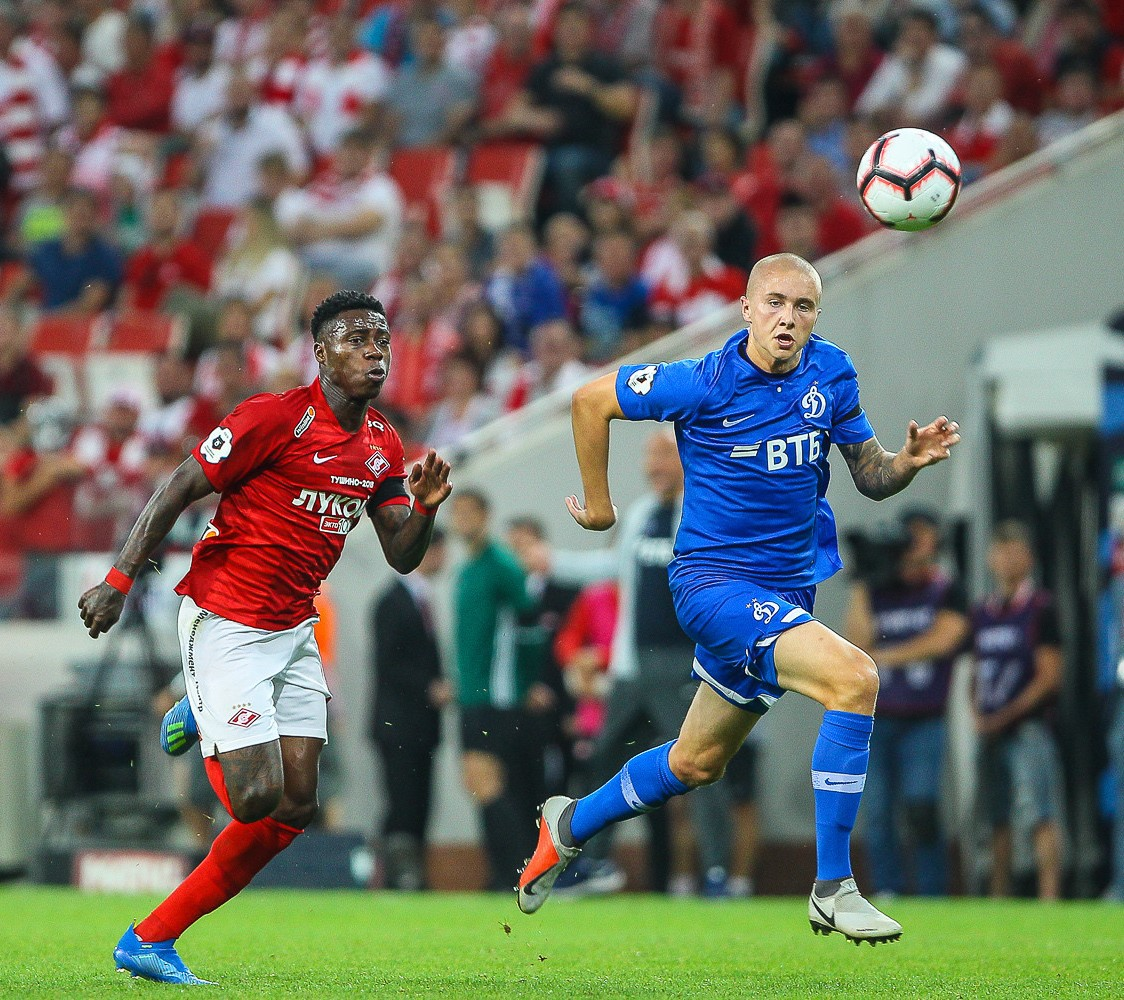
25 августа 2018 года. Эпизод старейшего действующего московского футбольного противостояния «Спартак» — «Динамо».

Значимость московских дерби для российского футбола и общества обусловлена такими факторами, как: значительное количество выигранных столичными командами трофеев, большое количество проведенных на высшем уровне матчей, сотни состоявшихся дерби, высокая популярность московских клубов среди российских болельщиков (в том числе за пределами своего города), широкое освещение в спортивных и национальных СМИ, сложные (часто враждебные) отношения между фанатами.

## Футбольные клубы в Москве
По состоянию на сезон 2025—2026 в Москве существуют следующие клубы, выступающие в профессиональных дивизионах российского футбола:
| Дивизион                            | Клубы                            | Клубы                            | Клубы                            |
| ----------------------------------- | -------------------------------- | -------------------------------- | -------------------------------- |
| Российская премьер-лига (4 команды) | Динамо, Локомотив, Спартак, ЦСКА | Динамо, Локомотив, Спартак, ЦСКА | Динамо, Локомотив, Спартак, ЦСКА |
| Первая лига (2 команды)             | Родина, Торпедо                  | Родина, Торпедо                  | Родина, Торпедо                  |
| Вторая лига (2025) (7 команд)       |                                  |                                  |                                  |
| Дивизион «А»                        | Группа «золото»: Велес, Динамо-2 | Группа «золото»: Велес, Динамо-2 |                                  |
| Дивизион «А»                        | Группа «серебро»: Родина-2       |                                  |                                  |
| Дивизион «Б»                        | Группа 2: Спартак-2, Чертаново   | Группа 3: Родина-М, Строгино     |                                  |

Ранее в чемпионатах СССР на различных уровнях, с первого (Высшая лига) по четвёртый (Вторая низшая) уровень лиг, играли следующие клубы: «Буревестник», ВВС, ВВС-2, ВМС, «Динамо», «Динамо-2», Завод «Фрезер», «Звезда», «Знамя труда», «Искра», «Красная Пресня», «Красный пролетарий», «Крылья Советов», «Крылья Советов-3», «Локомотив», «Метеор», «Метрострой», «Молния», «Москвич», «Московско-Рязанское отделение железной дороги», «Московско-Ярославское отделение железной дороги», «Мясокомбинат имени Микояна», «Пищевик», «Подшипник», «Пресня», «Профсоюзы-1», «Профсоюзы-2», «Серп и Молот», СКИФ, «Союз», «Спартак», «Спартак-2», «Сталинец», «Торпедо», «Фили», «Химик», ЦСКА, ЦСКА-2.
В чемпионатах России на различных уровнях (с первого по третий) играли следующие клубы: «Алмаз», «Арарат», «Асмарал-д», «Велес», «Динамо», «Динамо-2», «Зеленоград», «Кайрат», «Локомотив», «Локомотив-2», «Локомотив-Казанка», «Монолит», «МВД России», ФК «Москва» («Торпедо-ЗИЛ», «Торпедо-Металлург»), «Мосэнерго», «Ника», ФК «Пеле», «Пресня» («Асмарал»), «Родина», «Родина-2», «Родина-М», «Сахалинец», «Солярис», «Спартак», «Спартак-2», «Спартак-Чукотка», «Спортакадемклуб», «Строгино», «Торпедо», «Торпедо-2», «Уралан плюс», ФШМ-«Торпедо», ЦСКА, ЦСКА-2, «Чертаново», «Чертаново-2».

### География противостояний
На карте представлено расположение основных футбольных стадионов Москвы, на которых в конце XX — начале XXI века проводились дерби московских клубов.
| · {{ Лужники ВТБ Арена · Стадион им. · Э. Стрельцова Лукойл Арена }} РЖД Арена ВЭБ Арена Карта основных футбольных стадионов Москвы | · {{ Лужники ВТБ Арена · Стадион им. · Э. Стрельцова Лукойл Арена }} РЖД Арена ВЭБ Арена Карта основных футбольных стадионов Москвы | нет домашней команды | Спартак (Москва)    | ЦСКА (Москва)                    |
| · {{ Лужники ВТБ Арена · Стадион им. · Э. Стрельцова Лукойл Арена }} РЖД Арена ВЭБ Арена Карта основных футбольных стадионов Москвы | · {{ Лужники ВТБ Арена · Стадион им. · Э. Стрельцова Лукойл Арена }} РЖД Арена ВЭБ Арена Карта основных футбольных стадионов Москвы | Лужники              | Лукойл Арена        | ВЭБ Арена                        |
| · {{ Лужники ВТБ Арена · Стадион им. · Э. Стрельцова Лукойл Арена }} РЖД Арена ВЭБ Арена Карта основных футбольных стадионов Москвы | · {{ Лужники ВТБ Арена · Стадион им. · Э. Стрельцова Лукойл Арена }} РЖД Арена ВЭБ Арена Карта основных футбольных стадионов Москвы | Вместимость: 81 000  | Вместимость: 45 496 | Вместимость: 30 457              |
| · {{ Лужники ВТБ Арена · Стадион им. · Э. Стрельцова Лукойл Арена }} РЖД Арена ВЭБ Арена Карта основных футбольных стадионов Москвы | · {{ Лужники ВТБ Арена · Стадион им. · Э. Стрельцова Лукойл Арена }} РЖД Арена ВЭБ Арена Карта основных футбольных стадионов Москвы |                      |                     |                                  |
| · {{ Лужники ВТБ Арена · Стадион им. · Э. Стрельцова Лукойл Арена }} РЖД Арена ВЭБ Арена Карта основных футбольных стадионов Москвы | · {{ Лужники ВТБ Арена · Стадион им. · Э. Стрельцова Лукойл Арена }} РЖД Арена ВЭБ Арена Карта основных футбольных стадионов Москвы | Локомотив (Москва)   | Динамо (Москва)     | Реконструируется                 |
| · {{ Лужники ВТБ Арена · Стадион им. · Э. Стрельцова Лукойл Арена }} РЖД Арена ВЭБ Арена Карта основных футбольных стадионов Москвы | · {{ Лужники ВТБ Арена · Стадион им. · Э. Стрельцова Лукойл Арена }} РЖД Арена ВЭБ Арена Карта основных футбольных стадионов Москвы | РЖД Арена            | ВТБ Арена           | Стадион имени Эдуарда Стрельцова |
| · {{ Лужники ВТБ Арена · Стадион им. · Э. Стрельцова Лукойл Арена }} РЖД Арена ВЭБ Арена Карта основных футбольных стадионов Москвы | · {{ Лужники ВТБ Арена · Стадион им. · Э. Стрельцова Лукойл Арена }} РЖД Арена ВЭБ Арена Карта основных футбольных стадионов Москвы | Вместимость: 27 320  | Вместимость: 25 716 | Вместимость: 13 450              |
| · {{ Лужники ВТБ Арена · Стадион им. · Э. Стрельцова Лукойл Арена }} РЖД Арена ВЭБ Арена Карта основных футбольных стадионов Москвы | · {{ Лужники ВТБ Арена · Стадион им. · Э. Стрельцова Лукойл Арена }} РЖД Арена ВЭБ Арена Карта основных футбольных стадионов Москвы |                      |                     |                                  |

## Популярность клубов

### Оценки популярности
По оценкам портала championat.com, среди клубов Российской премьер-лиги доля московских команд составляет 45,70 % в сезоне 2017/18 (46,30 % в сезоне 2015/16, 42,40 % в сезоне 2005).
| место | клуб                     | доля болельщиков клуба среди всей аудитории РПЛ 2017/18 | количество болельщиков в сезоне 2017/18, человек | доля болельщиков в сезоне 2015/16 | количество болельщиков в сезоне 2015/16, человек | доля болельщиков в сезоне 2005 | количество болельщиков в сезоне 2005, человек |
| ----- | ------------------------ | ------------------------------------------------------- | ------------------------------------------------ | --------------------------------- | ------------------------------------------------ | ------------------------------ | --------------------------------------------- |
| 1     | «Спартак»                | 22,80 %                                                 | 1 960 800                                        | 20,90 %                           | 1 651 100                                        | 17,70 %                        | 2 301 000                                     |
| 2     | «Зенит»                  | 18,50 %                                                 | 1 591 000                                        | 19,80 %                           | 1 564 200                                        | 8,70 %                         | 1 131 000                                     |
| 3     | ЦСКА                     | 13,90 %                                                 | 1 195 400                                        | 15,10 %                           | 1 192 900                                        | 10,00 %                        | 1 300 000                                     |
| 4     | «Локомотив»              | 4,80 %                                                  | 412 800                                          | 5,10 %                            | 402 900                                          | 8,50 %                         | 1 105 000                                     |
| 5     | «Краснодар»              | 4,70 %                                                  | 404 200                                          | 2,40 %                            | 189 600                                          | -                              | -                                             |
| 6     | «Динамо»                 | 4,20 %                                                  | 361 200                                          | 5,20 %                            | 410 800                                          | 6,20 %                         | 806 000                                       |
| 7     | «Ростов»                 | 4,10 %                                                  | 352 600                                          | 3,10 %                            | 244 900                                          | 3,10 %                         | 403 000                                       |
| 8     | «Рубин»                  | 3,70 %                                                  | 318 200                                          | 3,70 %                            | 292 300                                          | 3,50 %                         | 455 000                                       |
| 9     | «Анжи»                   | 2,60 %                                                  | 223 600                                          | 3,30 %                            | 260 700                                          | -                              | -                                             |
| 10    | «Урал»                   | 2,50 %                                                  | 215 000                                          | 2,50 %                            | 197 500                                          | -                              | -                                             |
| 11    | «Ахмат»                  | 2,50 %                                                  | 215 000                                          | 2,40 %                            | 189 600                                          | 2,30 %                         | 299 000                                       |
| 12    | «Амкар»                  | 2,40 %                                                  | 206 400                                          | 2,30 %                            | 181 700                                          | 2,30 %                         | 299 000                                       |
| 13    | «СКА-Хабаровск»          | 2,00 %                                                  | 172 000                                          | -                                 | -                                                | -                              | -                                             |
| 14    | «Уфа»                    | 1,90 %                                                  | 163 400                                          | 1,50 %                            | 118 500                                          | -                              | -                                             |
| 15    | «Арсенал»                | 1,30 %                                                  | 111 800                                          | -                                 | -                                                | -                              | -                                             |
| 16    | «Тосно»                  | 0,30 %                                                  | 25 800                                           | -                                 | -                                                | -                              | -                                             |
| -     | нет клубных предпочтений | 7,80 %                                                  | 670 800                                          | 5,20 %                            | 410 800                                          | 24,40 %                        | 3 172 000                                     |
| -     | вся аудитория РПЛ, чел.  | 8 600 000                                               | 8 600 000                                        | 7 900 000                         | 7 307 500                                        | 13 000 000                     | 11 271 000                                    |

При этом в нейтральных регионах (в регионах России, где нет клубов РПЛ) популярность столичных команд составляет 66,60 %
| место | клуб                            | доля болельщиков клуба от всех поклонников РПЛ из нейтральных регионов |
| ----- | ------------------------------- | ---------------------------------------------------------------------- |
| 1     | «Спартак»                       | 38,20 %                                                                |
| 2     | ЦСКА                            | 22,40 %                                                                |
| 3     | нет клубных предпочтений        | 16,10 %                                                                |
| 4     | «Зенит»                         | 12,20 %                                                                |
| 5     | «Локомотив»                     | 3,60 %                                                                 |
| 6     | «Динамо»                        | 2,40 %                                                                 |
| -     | все остальные 11 клубов в сумме | 5,10 %                                                                 |

По данным кёльнской компании Sport+Markt, на основании опроса, проведённого в Москве, Санкт-Петербурге и еще нескольких крупных городах, в рейтинге самых популярных клубов Европы присутствует две московских команды:
| клуб и его место в рейтинге | 2007 год млн человек | 2008 год млн человек | 2010 год млн человек |
| --------------------------- | -------------------- | -------------------- | -------------------- |
| 11. «Спартак»               | 13,5                 | 8,1                  | 9,0                  |
| 15. ЦСКА                    | 6,6                  | 11,1                 | 10,5                 |

По данным компании Nielsen 2011 года, в рейтинге самых популярных клубов России столичные клубы занимали второе, третье, пятое и шестое места:
| клуб и его место в рейтинге | количество поклонников млн человек |
| --------------------------- | ---------------------------------- |
| 2. «Спартак»                | 8,2                                |
| 3. ЦСКА                     | 6,7                                |
| 5. «Динамо»                 | 1,8                                |
| 6. «Локомотив»              | 1,8                                |

### Данные поисковых систем
Яндекс в 2017 году опубликовал исследование запросов о футбольных матчах, в котором определил, какими российскими клубами интересуются жители разных городов. В первую пятерку вошли все три представленных в РПЛ московских клуба: «Спартак» (первое место), ЦСКА (третье место) и «Локомотив» (пятое место). «Динамо», «Торпедо» и другие клубы в сезоне 2016/17 не участвовали в высшем дивизионе Чемпионата России.
В 2019 году Яндекс по заказу Sports.ru провел исследование распределения болельщиков четырёх московских клубов («Динамо», «Локомотива», «Спартака», ЦСКА) по районам столицы. Выявленные закономерности:
- во всех районах, кроме окрестностей стадиона ВЭБ Арена (район Сокол), самым популярным клубом является «Спартак»;
- у «Спартака» значительное количество болельщиков во всех районах, особенно выделяются юг и юго-восток Москвы;
- за ЦСКА больше болеют на севере и северо-западе города, в спальных районах больше, чем в центре;
- за «Локомотив» больше болеют на северо-востоке и востоке столицы, на западе у железнодорожников болельщиков мало;
- у наименее популярного из представленной четвёрки клубов «Динамо» значительное количество болельщиков в окрестностях стадиона, а также в районе Арбата, отдельные очаги в спальных районах.[15][прим. 1][прим. 2]

По данным Google Trends, поисковые запросы по пяти клубам в Москве распределяются следующим образом (в %):
|           | 2006 | 2007 | 2008 | 2009 | 2010 | 2011 | 2012 | 2013 | 2014 | 2015 | 2016 | 2017 | 2018 | 2019 | 2020 |
| --------- | ---- | ---- | ---- | ---- | ---- | ---- | ---- | ---- | ---- | ---- | ---- | ---- | ---- | ---- | ---- |
| Спартак   | 41   | 43   | 41   | 39   | 45   | 41   | 48   | 43   | 42   | 41   | 46   | 51   | 41   | 39   | 39   |
| ЦСКА      | 34   | 30   | 34   | 40   | 35   | 34   | 30   | 36   | 33   | 38   | 35   | 31   | 35   | 32   | 33   |
| Локомотив | 19   | 21   | 17   | 14   | 13   | 18   | 13   | 13   | 15   | 13   | 12   | 14   | 19   | 20   | 17   |
| Динамо    | 5    | 5    | 7    | 7    | 6    | 6    | 8    | 7    | 9    | 7    | 6    | 4    | 5    | 8    | 10   |
| Торпедо   | 1    | 1    | 1    | <1   | 1    | 1    | 1    | 1    | 1    | 1    | 1    | <1   | <1   | 1    | 1    |

### Популярность в социальных сетях
Одним из инструментов оценки количества болельщиков является анализ социальных сетей, в которых представлены клубы. При этом используются как методики простого пересчета подписчиков во всех официальных аккаунтах в социальных сетях, так и более сложные методики, учитывающие активность подписчиков на странице сообщества в социальной сети.
По данным «Спорт-Экспресса», издания «Спорт день за днем» и агентства РИАБ клубы имеют следующую динамику в социальных сетях по суммарному количеству подписчиков:
| Клуб      | 2015 («Спорт-Экспресс», 26 Февраля 2015), подписчиков | 2017 («Спорт день за днем», 3 декабря 2017), подписчиков | 2017 (РИАБ, 21 августа 2017 года), подписчиков |
| --------- | ----------------------------------------------------- | -------------------------------------------------------- | ---------------------------------------------- |
| Спартак   | 1 662 244                                             | 1 840 000                                                | 2 661 851                                      |
| ЦСКА      | 798 541                                               | 1 907 000                                                | 1 930 204                                      |
| Локомотив | 218 525                                               | 720 000                                                  | 758 717                                        |
| Динамо    | 153 613                                               | 450 000                                                  | 455 491                                        |
| Торпедо   | 7590                                                  | нет данных                                               | нет данных                                     |

При ранжировании с учетом активности одним из агентств получен следующий рейтинг (в порядке убывания популярности): ЦСКА, «Спартак», «Локомотив», «Динамо».

### Особенности и ограничения оценок популярности московских клубов
Таким образом, можно сделать следующие выводы:
1. Как правило нет опубликованных данных о количестве поклонников московских команд собственно в Москве, есть данные только по России или Европе в целом. Единственное исключение — исследование от Яндекса о популярности клубов в разрезе административных районов так называемой «старой» Москвы.
2. Популярность клубов подвержена существенным колебаниям и меняется в зависимости от спортивных успехов.
3. Исследования как правило затрагивают клубы только высших дивизионов.
4. Данные в различных источниках значительно (иногда в несколько раз) отличаются как по общему количеству болельщиков, так и по долям различных команд среди них.
5. На основе представленных исследований по состоянию на 2019 год столичные клубы можно ранжировать по популярности следующим образом (по убыванию): «Спартак», ЦСКА, «Локомотив», «Динамо», «Торпедо».

## История московских дерби

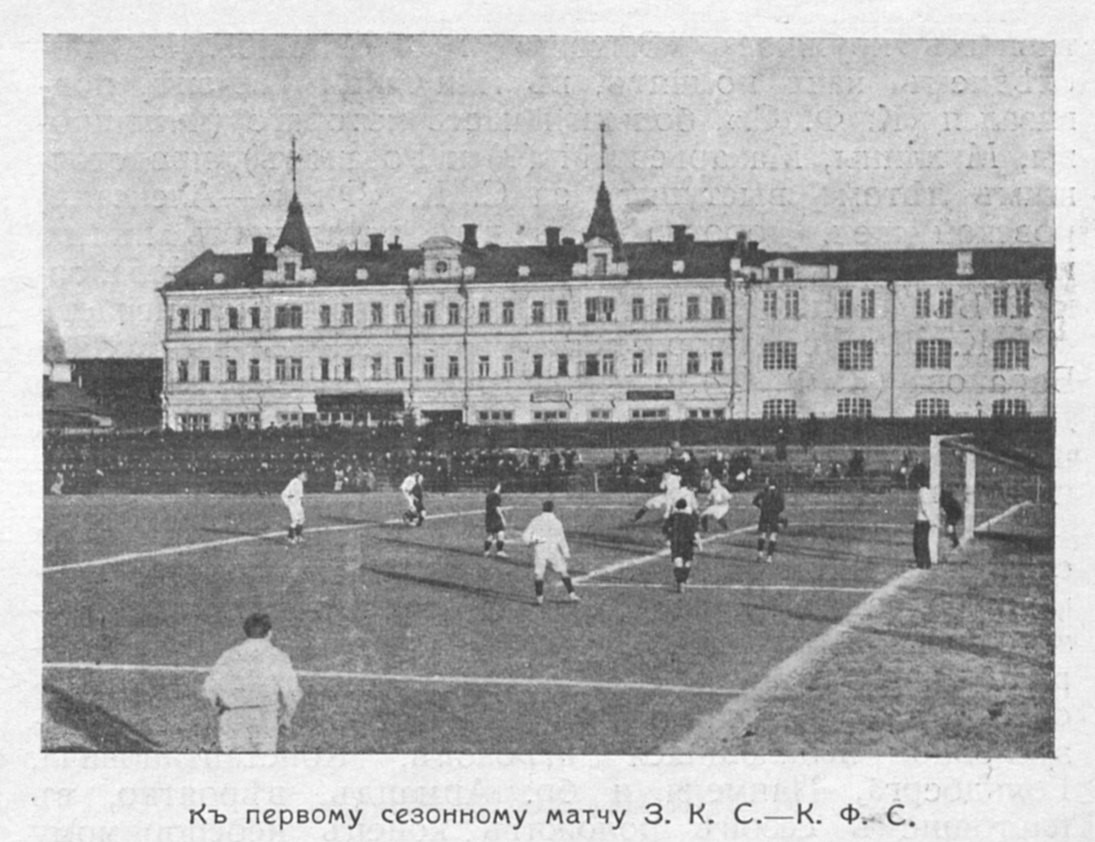
Стадион Замоскворецкого клуба спорта (ЗКС), матч ЗКС — КФС, 1913 год.

Встречи московских клубов между собой начали проводиться в начале XX века. Так в 1906 году в присутствии примерно 500 зрителей состоялся матч между Британским клуб спорта и Ширяевым полем, закончившийся со счетом 8:1 в пользу БКС. Первым городским турниром (еще неофициальным), результаты матчей которого зафиксированы, стал первый розыгрыш Кубка Фульда 1909 года между командами Сокольнический клуб спорта (СКС), «Унион», Британский клуб спорта (БКС) и «Морозовцы» (Клуб спорта Орехово, КСО). Победив всех своих соперников (СКС — 3:2 и 4:0, «Унион» — 12:1 и 14:0, КСО — 10:1, (2-я игра не состоялась)) Британский клуб спорта (БКС) стал первым неофициальным чемпионом Москвы.
В дальнейшем встречи московских команд проходили в рамках турниров под эгидой Московской футбольной лиги, Федерации футбола СССР, Российского футбольного союза:
- Кубок Фульда
- Кубок Коломяги
- Чемпионат Москвы по футболу
- Чемпионат СССР по футболу
- Кубок СССР по футболу
- Приз Всесоюзного комитета
- Кубок Федерации футбола СССР
- Кубок сезона
- Чемпионат России по футболу
- Кубок России по футболу
- Кубок Премьер-лиги
- Суперкубок России по футболу

и товарищеских матчей.

### Московская футбольная лига (1909—1923 годы)
Первым турниром, в рамках которого проходили дерби московских клубов стал Кубок Фульда, проводившийся в период 1909—1922 годов. Соревнование было учреждено владельцем ювелирного магазина, спортивным меценатом Робертом Фёдоровичем Фульда. Впоследствии один из старейших футбольных турниров России, Кубок Фульда, стал чемпионатом для команд класса «А» Московской футбольной лиги.
В 1910 году была основана Московская футбольная лига, и в первых четырёх официальных сезонах доминировал «Клуб спорта Орехово» (КСО), хотя и участвовавший в турнирах МФЛ, но формально не являющийся московским клубом. Затем победы наступает время «Замоскворецкого клуба спорта» (ЗКС) и «Новогиреева» (в то время базировался в посёлке за пределами Москвы), которые поочередно выиграли по два из следующих четырёх Кубков Фульда в период 1914—1917 годах. В 1917 году для клубов МФЛ был учреждён весенний турнир Кубок КФС — «Коломяги» (в первом турнире победу одержал СКЛ), а Кубок Фульда остался осенним чемпионатом города. С тех пор количество матчей между командами Москвы выросло.
В дальнейшем клуб ЗКС еще пять раз становился победителем осенних и весенних турниров. По два титула выиграли КФС (Кубок Фульда 1919, 1921) и СКЗ (Кубок Фульда 1920, Кубок Коломяги 1921). Один раз (в 1922 году) Кубок Коломяги выиграла команда ОЛЛС
МФЛ была расформирована в 1923 году, как и клубы, входящие в неё. С этого момента начинается история противостояния новых, основанных в советское время футбольных команд.

#### Суммарная таблица высших дивизионов МФЛ
Сезоны 1910—1920 годов:
| №  | Клуб                   | Сезонов | И   | В  | Н  | П  | З   | П   | О   | О за И |
| -- | ---------------------- | ------- | --- | -- | -- | -- | --- | --- | --- | ------ |
| 1  | ЗКС                    | 17      | 127 | 78 | 11 | 38 | 415 | 216 | 167 | 1,3150 |
| 2  | КФС                    | 15      | 120 | 57 | 13 | 50 | 320 | 273 | 127 | 1,0583 |
| 3  | КСО (Орехово-Зуево)    | 9       | 85  | 55 | 6  | 24 | 310 | 155 | 116 | 1,3647 |
| 4  | «Новогиреево»          | 9       | 76  | 41 | 4  | 31 | 228 | 153 | 86  | 1,1316 |
| 5  | СКЛ                    | 10      | 89  | 34 | 8  | 47 | 164 | 280 | 76  | 0,8539 |
| 6  | СКЗ                    | 9       | 52  | 32 | 2  | 18 | 174 | 113 | 66  | 1,2692 |
| 7  | ОЛЛС                   | 9       | 51  | 22 | 2  | 27 | 123 | 107 | 46  | 0,9020 |
| 8  | «Унион»                | 7       | 55  | 16 | 5  | 34 | 145 | 184 | 37  | 0,6727 |
| 9  | ОФВ                    | 4       | 33  | 16 | 3  | 14 | 77  | 69  | 35  | 1,0606 |
| 10 | БКС                    | 2       | 23  | 11 | 4  | 8  | 53  | 47  | 26  | 1,1304 |
| 11 | «Мамонтовка»           | 4       | 31  | 11 | 1  | 19 | 59  | 101 | 23  | 0,7419 |
| 12 | СКС                    | 3       | 30  | 9  | 1  | 20 | 75  | 134 | 19  | 0,6333 |
| 13 | ЧШКС                   | 3       | 19  | 6  | 3  | 10 | 39  | 62  | 15  | 0,7895 |
| 14 | РГО «Сокол»            | 2       | 13  | 6  | 1  | 6  | 25  | 55  | 13  | 1,0000 |
| 15 | «Спарта (Мытищи)»      | 1       | 8   | 5  | 0  | 3  | 15  | 12  | 10  | 1,2500 |
| 16 | МКЛ                    | 2       | 18  | 4  | 0  | 14 | 21  | 101 | 8   | 0,4444 |
| 17 | «Баулино»              | 1       | 8   | 3  | 1  | 4  | 10  | 25  | 7   | 0,8750 |
| 18 | ИКС                    | 1       | 9   | 1  | 0  | 8  | 9   | 47  | 2   | 0,2222 |
| 19 | КЛИФ                   | 1       | 7   | 1  | 0  | 6  | 5   | 20  | 2   | 0,2857 |
| 20 | МКЛС                   | 1       | 2   | 1  | 0  | 1  | 7   | 5   | 2   | 1,0000 |
| 21 | «Рускабель»            | 1       | 7   | 1  | 0  | 6  | 1   | 27  | 2   | 0,2857 |
| 22 | СОБС                   | 1       | 3   | 1  | 0  | 2  | 3   | 7   | 2   | 0,6667 |
| 23 | Ярославская ж.-д. лига | 1       | 2   | 1  | 0  | 1  | 10  | 6   | 2   | 1,0000 |
| 24 | «Тарасовка»            | 2       | 9   | 0  | 1  | 8  | 11  | 24  | 1   | 0,1111 |
| 25 | КДП                    | 1       | 4   | 0  | 0  | 4  | 1   | 24  | 0   | 0,0000 |
| 26 | «Немчиновка»           | 1       | 9   | 0  | 0  | 9  | 7   | 47  | 0   | 0,0000 |
| 27 | «Орион»                | 1       | 1   | 0  | 0  | 1  | 1   | 5   | 0   | 0,0000 |

Среди клубов, участвовавших более, чем в одном сезоне, наибольшее количество очков за игру набирали команды:
- КСО (Орехово-Зуево) — 1,3647
- ЗКС — 1,3150
- СКЗ — 1,2692
- «Новогиреево» — 1,1316

### Чемпионаты и Кубки СССР среди клубов (1936—1992 годы)

#### Сводная таблица московских дерби в советский период истории
Ниже представлена сводная таблица московских дерби в советский период истории на основе данных портала wildstat.ru.
| №  | Клуб             | И   | В   | Н   | П   | Очки | О за И | МЗ  | МП  | Разность мячей |
| -- | ---------------- | --- | --- | --- | --- | ---- | ------ | --- | --- | -------------- |
| 1  | «Динамо»         | 458 | 200 | 121 | 137 | 721  | 1,5742 | 759 | 542 | +217           |
| 2  | «Спартак»        | 446 | 190 | 129 | 127 | 699  | 1,5673 | 702 | 535 | +167           |
| 3  | ЦСКА             | 428 | 181 | 101 | 146 | 644  | 1,5047 | 644 | 568 | +76            |
| 4  | «Торпедо»        | 438 | 163 | 112 | 163 | 601  | 1,3721 | 612 | 614 | -2             |
| 5  | «Локомотив»      | 336 | 88  | 63  | 185 | 327  | 0,9732 | 387 | 619 | -232           |
| 6  | ВВС              | 65  | 22  | 10  | 33  | 76   | 1,1692 | 94  | 142 | -48            |
| 7  | «Крылья Советов» | 70  | 19  | 14  | 37  | 71   | 1,0143 | 77  | 141 | -64            |
| 8  | «Серп и Молот»   | 49  | 18  | 9   | 22  | 63   | 1,2857 | 90  | 116 | -26            |
| 9  | «Буревестник»    | 24  | 8   | 6   | 10  | 30   | 1,2500 | 40  | 53  | -13            |
| 10 | ВМС              | 25  | 7   | 5   | 13  | 26   | 1,0400 | 36  | 66  | -30            |
| 11 | «Пищевик»        | 28  | 4   | 6   | 18  | 18   | 0,6429 | 26  | 53  | -27            |
| 12 | «Сталинец»       | 15  | 3   | 1   | 11  | 10   | 0,6667 | 13  | 30  | -17            |
| 13 | «Профсоюзы-2»    | 2   | 1   | 1   | 0   | 4    | 2,0000 | 4   | 3   | +1             |
| 14 | «Профсоюзы-1»    | 2   | 0   | 0   | 2   | 0    | 0,0000 | 2   | 4   | -2             |

Примечания. Московские клубы в советский период.

Учтены только матчи между командами, когда-либо игравшими в топ-дивизионах СССР.

Учтены все матчи в ЧСССР (включая золотые матчи, включая матчи в низших дивизионах), КСССР, КФФСССР.

Учтены результаты матчей в основное и дополнительное время (без учета серий пенальти).

Очки подсчитаны по трёхочковой системе начисления.

Наибольшее количество побед в московских противостояниях советского периода истории у «Динамо» — 200, ничьих у «Спартака» — 129, поражений у «Локомотива» — 185. Наибольшее количество очков в пересчете на трёхочковую систему у «Динамо» — 721. Лучший показатель очков, набранных в среднем за игру среди команд, сыгравших более десяти дерби, у динамовцев — 1,5742. Самое большое количество забитых мячей также у «Динамо» — 759, у них также лучшая разница забитых и пропущенных мячей — +217. Наибольшее количество пропущенных мячей и худшая разница у железнодорожников — 619 и минус 232 соответственно.
В развернутом варианте («шахматка») таблица имеет следующий вид:
| Клуб           | Буревестник | Буревестник | Буревестник | Буревестник | Буревестник | ВВС | ВВС | ВВС | ВВС | ВВС | ВМС | ВМС | ВМС | ВМС | ВМС | Динамо | Динамо | Динамо | Динамо | Динамо | Крылья Советов | Крылья Советов | Крылья Советов | Крылья Советов | Крылья Советов | Локомотив | Локомотив | Локомотив | Локомотив | Локомотив | Пищевик | Пищевик | Пищевик | Пищевик | Пищевик | Профсоюзы-1 | Профсоюзы-1 | Профсоюзы-1 | Профсоюзы-1 | Профсоюзы-1 | Профсоюзы-2 | Профсоюзы-2 | Профсоюзы-2 | Профсоюзы-2 | Профсоюзы-2 | Серп и молот | Серп и молот | Серп и молот | Серп и молот | Серп и молот | Спартак | Спартак | Спартак | Спартак | Спартак | Сталинец | Сталинец | Сталинец | Сталинец | Сталинец | Торпедо | Торпедо | Торпедо | Торпедо | Торпедо | ЦСКА | ЦСКА | ЦСКА | ЦСКА | ЦСКА | ИТОГО | ИТОГО | ИТОГО | ИТОГО | ИТОГО | ИТОГО  | ИТОГО | ИТОГО | ИТОГО    |
| Показатель     | В           | Н           | П           | МЗ          | МП          | В   | Н   | П   | МЗ  | МП  | В   | Н   | П   | МЗ  | МП  | В      | Н      | П      | МЗ     | МП     | В              | Н              | П              | МЗ             | МП             | В         | Н         | П         | МЗ        | МП        | В       | Н       | П       | МЗ      | МП      | В           | Н           | П           | МЗ          | МП          | В           | Н           | П           | МЗ          | МП          | В            | Н            | П            | МЗ           | МП           | В       | Н       | П       | МЗ      | МП      | В        | Н        | П        | МЗ       | МП       | В       | Н       | П       | МЗ      | МП      | В    | Н    | П    | МЗ   | МП   | И     | В     | Н     | П     | Очки  | О за И | МЗ    | МП    | Разность |
| -------------- | ----------- | ----------- | ----------- | ----------- | ----------- | --- | --- | --- | --- | --- | --- | --- | --- | --- | --- | ------ | ------ | ------ | ------ | ------ | -------------- | -------------- | -------------- | -------------- | -------------- | --------- | --------- | --------- | --------- | --------- | ------- | ------- | ------- | ------- | ------- | ----------- | ----------- | ----------- | ----------- | ----------- | ----------- | ----------- | ----------- | ----------- | ----------- | ------------ | ------------ | ------------ | ------------ | ------------ | ------- | ------- | ------- | ------- | ------- | -------- | -------- | -------- | -------- | -------- | ------- | ------- | ------- | ------- | ------- | ---- | ---- | ---- | ---- | ---- | ----- | ----- | ----- | ----- | ----- | ------ | ----- | ----- | -------- |
| Буревестник    |             |             |             |             |             | 0   | 0   | 0   | 0   | 0   | 2   | 2   | 1   | 13  | 10  | 0      | 0      | 1      | 1      | 7      | 1              | 1              | 1              | 6              | 8              | 0         | 0         | 3         | 2         | 7         | 3       | 3       | 2       | 14      | 13      | 0           | 0           | 0           | 0           | 0           | 0           | 0           | 0           | 0           | 0           | 0            | 0            | 0            | 0            | 0            | 0       | 0       | 1       | 0       | 5       | 2        | 0        | 0        | 4        | 1        | 0       | 0       | 0       | 0       | 0       | 0    | 0    | 1    | 0    | 2    | 24    | 8     | 6     | 10    | 30    | 1,2500 | 40    | 53    | -13      |
| ВВС            | 0           | 0           | 0           | 0           | 0           |     |     |     |     |     | 1   | 0   | 1   | 4   | 4   | 1      | 1      | 9      | 9      | 34     | 3              | 0              | 1              | 9              | 1              | 6         | 1         | 2         | 22        | 15        | 2       | 0       | 0       | 4       | 2       | 0           | 0           | 0           | 0           | 0           | 0           | 0           | 0           | 0           | 0           | 1            | 0            | 0            | 2            | 1            | 2       | 2       | 9       | 14      | 39      | 0        | 0        | 0        | 0        | 0        | 4       | 3       | 4       | 21      | 24      | 2    | 3    | 7    | 9    | 22   | 65    | 22    | 10    | 33    | 76    | 1,1692 | 94    | 142   | -48      |
| ВМС            | 1           | 2           | 2           | 10          | 13          | 1   | 0   | 1   | 4   | 4   |     |     |     |     |     | 0      | 0      | 2      | 3      | 9      | 0              | 0              | 0              | 0              | 0              | 0         | 0         | 2         | 2         | 7         | 2       | 1       | 1       | 4       | 2       | 0           | 0           | 0           | 0           | 0           | 0           | 0           | 0           | 0           | 0           | 0            | 2            | 0            | 4            | 4            | 0       | 0       | 2       | 4       | 11      | 0        | 0        | 0        | 0        | 0        | 2       | 0       | 1       | 4       | 7       | 1    | 0    | 2    | 1    | 9    | 25    | 7     | 5     | 13    | 26    | 1,0400 | 36    | 66    | -30      |
| Динамо         | 1           | 0           | 0           | 7           | 1           | 9   | 1   | 1   | 34  | 9   | 2   | 0   | 0   | 9   | 3   |        |        |        |        |        | 8              | 2              | 1              | 33             | 8              | 46        | 14        | 17        | 164       | 89        | 1       | 1       | 0       | 5       | 1       | 1           | 0           | 0           | 2           | 1           | 0           | 1           | 0           | 2           | 2           | 6            | 1            | 1            | 32           | 10           | 35      | 46      | 36      | 140     | 142     | 0        | 0        | 1        | 1        | 2        | 50      | 25      | 40      | 177     | 149     | 41   | 30   | 40   | 153  | 125  | 458   | 200   | 121   | 137   | 721   | 1,5742 | 759   | 542   | +217     |
| Крылья Советов | 1           | 1           | 1           | 8           | 6           | 1   | 0   | 3   | 1   | 9   | 0   | 0   | 0   | 0   | 0   | 1      | 2      | 8      | 8      | 33     |                |                |                |                |                | 3         | 0         | 4         | 8         | 11        | 1       | 0       | 1       | 1       | 1       | 0           | 0           | 0           | 0           | 0           | 0           | 0           | 0           | 0           | 0           | 3            | 1            | 2            | 17           | 10           | 2       | 4       | 5       | 7       | 17      | 2        | 0        | 0        | 3        | 0        | 4       | 4       | 4       | 15      | 15      | 1    | 2    | 9    | 9    | 39   | 70    | 19    | 14    | 37    | 71    | 1,0143 | 77    | 141   | -64      |
| Локомотив      | 3           | 0           | 0           | 7           | 2           | 2   | 1   | 6   | 15  | 22  | 2   | 0   | 0   | 7   | 2   | 17     | 14     | 46     | 89     | 164    | 4              | 0              | 3              | 11             | 8              |           |           |           |           |           | 3       | 0       | 0       | 7       | 4       | 0           | 0           | 0           | 0           | 0           | 0           | 0           | 0           | 0           | 0           | 2            | 1            | 4            | 10           | 14           | 11      | 18      | 51      | 80      | 162     | 2        | 0        | 0        | 4        | 1        | 24      | 10      | 36      | 80      | 94      | 18   | 19   | 39   | 77   | 146  | 336   | 88    | 63    | 185   | 327   | 0,9732 | 387   | 619   | -232     |
| Пищевик        | 2           | 3           | 3           | 13          | 14          | 0   | 0   | 2   | 2   | 4   | 1   | 1   | 2   | 2   | 4   | 0      | 1      | 1      | 1      | 5      | 1              | 0              | 1              | 1              | 1              | 0         | 0         | 3         | 4         | 7         |         |         |         |         |         | 0           | 0           | 0           | 0           | 0           | 0           | 0           | 0           | 0           | 0           | 0            | 0            | 1            | 0            | 1            | 0       | 0       | 1       | 0       | 3       | 0        | 0        | 2        | 1        | 5        | 0       | 1       | 1       | 2       | 3       | 0    | 0    | 1    | 0    | 6    | 28    | 4     | 6     | 18    | 18    | 0,6429 | 26    | 53    | -27      |
| Профсоюзы-1    | 0           | 0           | 0           | 0           | 0           | 0   | 0   | 0   | 0   | 0   | 0   | 0   | 0   | 0   | 0   | 0      | 0      | 1      | 1      | 2      | 0              | 0              | 0              | 0              | 0              | 0         | 0         | 0         | 0         | 0         | 0       | 0       | 0       | 0       | 0       |             |             |             |             |             | 0           | 0           | 1           | 1           | 2           | 0            | 0            | 0            | 0            | 0            | 0       | 0       | 0       | 0       | 0       | 0        | 0        | 0        | 0        | 0        | 0       | 0       | 0       | 0       | 0       | 0    | 0    | 0    | 0    | 0    | 2     | 0     | 0     | 2     | 0     | 0,0000 | 2     | 4     | -2       |
| Профсоюзы-2    | 0           | 0           | 0           | 0           | 0           | 0   | 0   | 0   | 0   | 0   | 0   | 0   | 0   | 0   | 0   | 0      | 1      | 0      | 2      | 2      | 0              | 0              | 0              | 0              | 0              | 0         | 0         | 0         | 0         | 0         | 0       | 0       | 0       | 0       | 0       | 1           | 0           | 0           | 2           | 1           |             |             |             |             |             | 0            | 0            | 0            | 0            | 0            | 0       | 0       | 0       | 0       | 0       | 0        | 0        | 0        | 0        | 0        | 0       | 0       | 0       | 0       | 0       | 0    | 0    | 0    | 0    | 0    | 2     | 1     | 1     | 0     | 4     | 2,0000 | 4     | 3     | +1       |
| Серп и Молот   | 0           | 0           | 0           | 0           | 0           | 0   | 0   | 1   | 1   | 2   | 0   | 2   | 0   | 4   | 4   | 1      | 1      | 6      | 10     | 32     | 2              | 1              | 3              | 10             | 17             | 4         | 1         | 2         | 14        | 10        | 1       | 0       | 0       | 1       | 0       | 0           | 0           | 0           | 0           | 0           | 0           | 0           | 0           | 0           | 0           |              |              |              |              |              | 4       | 1       | 2       | 17      | 17      | 2        | 1        | 0        | 10       | 2        | 2       | 2       | 3       | 10      | 13      | 2    | 0    | 5    | 13   | 19   | 49    | 18    | 9     | 22    | 63    | 1,2857 | 90    | 116   | -26      |
| Спартак        | 1           | 0           | 0           | 5           | 0           | 9   | 2   | 2   | 39  | 14  | 2   | 0   | 0   | 11  | 4   | 36     | 46     | 35     | 142    | 140    | 5              | 4              | 2              | 17             | 7              | 51        | 18        | 11        | 162       | 80        | 1       | 0       | 0       | 3       | 0       | 0           | 0           | 0           | 0           | 0           | 0           | 0           | 0           | 0           | 0           | 2            | 1            | 4            | 17           | 17           |         |         |         |         |         | 1        | 0        | 0        | 1        | 0        | 36      | 39      | 38      | 151     | 152     | 46   | 19   | 35   | 154  | 121  | 446   | 190   | 129   | 127   | 699   | 1,5673 | 702   | 535   | +167     |
| Сталинец       | 0           | 0           | 2           | 1           | 4           | 0   | 0   | 0   | 0   | 0   | 0   | 0   | 0   | 0   | 0   | 1      | 0      | 0      | 2      | 1      | 0              | 0              | 2              | 0              | 3              | 0         | 0         | 2         | 1         | 4         | 2       | 0       | 0       | 5       | 1       | 0           | 0           | 0           | 0           | 0           | 0           | 0           | 0           | 0           | 0           | 0            | 1            | 2            | 2            | 10           | 0       | 0       | 1       | 0       | 1       |          |          |          |          |          | 0       | 0       | 1       | 1       | 4       | 0    | 0    | 1    | 1    | 2    | 15    | 3     | 1     | 11    | 10    | 0,6667 | 13    | 30    | -17      |
| Торпедо        | 0           | 0           | 0           | 0           | 0           | 4   | 3   | 4   | 24  | 21  | 1   | 0   | 2   | 7   | 4   | 40     | 25     | 50     | 149    | 177    | 4              | 4              | 4              | 15             | 15             | 36        | 10        | 24        | 94        | 80        | 1       | 1       | 0       | 3       | 2       | 0           | 0           | 0           | 0           | 0           | 0           | 0           | 0           | 0           | 0           | 3            | 2            | 2            | 13           | 10           | 38      | 39      | 36      | 152     | 151     | 1        | 0        | 0        | 4        | 1        |         |         |         |         |         | 35   | 28   | 41   | 151  | 153  | 438   | 163   | 112   | 163   | 601   | 1,3721 | 612   | 614   | -2       |
| ЦСКА           | 1           | 0           | 0           | 2           | 0           | 7   | 3   | 2   | 22  | 9   | 2   | 0   | 1   | 9   | 1   | 40     | 30     | 41     | 125    | 153    | 9              | 2              | 1              | 39             | 9              | 39        | 19        | 18        | 146       | 77        | 1       | 0       | 0       | 6       | 0       | 0           | 0           | 0           | 0           | 0           | 0           | 0           | 0           | 0           | 0           | 5            | 0            | 2            | 19           | 13           | 35      | 19      | 46      | 121     | 154     | 1        | 0        | 0        | 2        | 1        | 41      | 28      | 35      | 153     | 151     |      |      |      |      |      | 428   | 181   | 101   | 146   | 644   | 1,5047 | 644   | 568   | +76      |

### Чемпионаты и Кубки России (с 1992 года)
После распада СССР российские клубы сохранили юридическую преемственность по отношению к советским командам.
В период с 1992 года по настоящее время было несколько периодов доминирования одного или нескольких клубов. Например:
- в 1992—2003 годах «Спартак» выиграл 9 Чемпионатов России и 4 Кубка России (13 титулов за 12 лет — 1,08 титула в год);
- в 1996—2004 годах «Локомотив» выиграл 2 Чемпионата России и 4 Кубка России (6 титулов за 9 лет — 0,67 титула в год);
- в 2002—2016 годах ЦСКА выиграл 6 Чемпионатов России и 7 Кубков России (13 титулов за 15 лет — 0,87 титула в год);
- в 2015—2021 годах «Локомотив» выиграл 1 Чемпионат России и 4 Кубка России (5 титулов за 7 лет — 0,71 титула в год).

Как правило, высокие результаты в московских дерби достигаются клубами в периоды высоких достижений в турнирах.

#### Сводная таблица московских дерби в российский период истории
Ниже представлена сводная таблица московских дерби в российский период истории на основе данных портала wildstat.ru.
| Клуб       | Асмарал | Асмарал | Асмарал | Асмарал | Асмарал | Динамо | Динамо | Динамо | Динамо | Динамо | Локомотив | Локомотив | Локомотив | Локомотив | Локомотив | Москва | Москва | Москва | Москва | Москва | Спартак | Спартак | Спартак | Спартак | Спартак | Торпедо | Торпедо | Торпедо | Торпедо | Торпедо | ЦСКА | ЦСКА | ЦСКА | ЦСКА | ЦСКА | ИТОГО | ИТОГО | ИТОГО | ИТОГО | ИТОГО | ИТОГО  | ИТОГО | ИТОГО | ИТОГО    |
| Показатель | В       | Н       | П       | МЗ      | МП      | В      | Н      | П      | МЗ     | МП     | В         | Н         | П         | МЗ        | МП        | В      | Н      | П      | МЗ     | МП     | В       | Н       | П       | МЗ      | МП      | В       | Н       | П       | МЗ      | МП      | В    | Н    | П    | МЗ   | МП   | И     | В     | Н     | П     | Очки  | О за И | МЗ    | МП    | Разность |
| ---------- | ------- | ------- | ------- | ------- | ------- | ------ | ------ | ------ | ------ | ------ | --------- | --------- | --------- | --------- | --------- | ------ | ------ | ------ | ------ | ------ | ------- | ------- | ------- | ------- | ------- | ------- | ------- | ------- | ------- | ------- | ---- | ---- | ---- | ---- | ---- | ----- | ----- | ----- | ----- | ----- | ------ | ----- | ----- | -------- |
| Асмарал    |         |         |         |         |         | 0      | 0      | 4      | 2      | 14     | 1         | 1         | 2         | 4         | 6         | 0      | 0      | 2      | 2      | 5      | 0       | 1       | 4       | 3       | 14      | 2       | 1       | 1       | 5       | 4       | 0    | 0    | 5    | 5    | 14   | 24    | 3     | 3     | 18    | 12    | 0,5000 | 21    | 57    | -36      |
| Динамо     | 4       | 0       | 0       | 14      | 2       |        |        |        |        |        | 21        | 20        | 33        | 99        | 122       | 7      | 8      | 5      | 26     | 20     | 15      | 22      | 40      | 89      | 131     | 15      | 15      | 7       | 53      | 38      | 26   | 21   | 24   | 92   | 96   | 283   | 88    | 86    | 109   | 350   | 1,2367 | 373   | 409   | -36      |
| Локомотив  | 2       | 1       | 1       | 6       | 4       | 33     | 20     | 21     | 122    | 99     |           |           |           |           |           | 14     | 3      | 2      | 29     | 8      | 25      | 18      | 35      | 95      | 123     | 19      | 8       | 7       | 58      | 31      | 31   | 16   | 29   | 90   | 100  | 285   | 124   | 66    | 95    | 438   | 1,5368 | 400   | 365   | +35      |
| Москва     | 2       | 0       | 0       | 5       | 2       | 5      | 8      | 7      | 20     | 26     | 2         | 3         | 14        | 8         | 29        |        |        |        |        |        | 7       | 5       | 7       | 31      | 29      | 3       | 5       | 6       | 12      | 19      | 5    | 4    | 12   | 18   | 34   | 95    | 24    | 25    | 46    | 97    | 1,0211 | 94    | 139   | -45      |
| Спартак    | 4       | 1       | 0       | 14      | 3       | 40     | 22     | 15     | 131    | 89     | 35        | 18        | 25        | 123       | 95        | 7      | 5      | 7      | 29     | 31     |         |         |         |         |         | 18      | 9       | 7       | 54      | 32      | 26   | 19   | 33   | 105  | 116  | 291   | 130   | 74    | 87    | 464   | 1,5945 | 456   | 366   | +90      |
| Торпедо    | 1       | 1       | 2       | 4       | 5       | 7      | 15     | 15     | 38     | 53     | 7         | 8         | 19        | 31        | 58        | 6      | 5      | 3      | 19     | 12     | 7       | 9       | 18      | 32      | 54      |         |         |         |         |         | 11   | 8    | 19   | 43   | 58   | 161   | 39    | 46    | 76    | 163   | 1,0124 | 167   | 240   | -73      |
| ЦСКА       | 5       | 0       | 0       | 14      | 5       | 24     | 21     | 26     | 96     | 92     | 29        | 16        | 31        | 100       | 90        | 12     | 4      | 5      | 34     | 18     | 33      | 19      | 26      | 116     | 105     | 19      | 8       | 11      | 58      | 43      |      |      |      |      |      | 289   | 122   | 68    | 98    | 437   | 1,5121 | 418   | 353   | +65      |

Примечания. Московские клубы в постсоветский период. Данные по состоянию на 17 августа 2025.

Учтены только матчи между командами, когда-либо игравшими в топ-дивизионах России.

Учтены все матчи в ЧР (включая золотой матч 2002, включая матчи в низших дивизионах), КР, КПЛ, СКР.

Учтены результаты матчей в основное и дополнительное время (без учета серий пенальти).

Очки подсчитаны по трёхочковой системе начисления.

Наибольшее количество побед в московских противостояниях российского периода истории у «Спартака» — 130, ничьих и поражений у «Динамо» — 86 и 109 соответственно.

Наибольшее количество очков у «Спартака» — 464, у «красно-белых» также лучший показатель очков, набранных в среднем за игру — 1,5945.

Самое большое количество забитых мячей у «Спартака» — 456, у него также лучшая разница забитых и пропущенных мячей — +90.

Наибольшее количество пропущенных мячей у «Динамо» — 409, а худшая разница у «Торпедо» — минус 73.

#### Неофициальный чемпионат Москвы по футболу
Спортивные издания, включая «Спорт-Экспресс» и championat.com традиционно подводят итоги неофициального чемпионата Москвы по футболу. В зачёт турнира идут результаты матчей московских клубов в рамках проведения «Чемпионата России по футболу».
По состоянию на 19 мая 2025 года список клубов по количеству неофициальных титулов чемпиона Москвы выглядит следующим образом:
| Клуб      | Количество титулов |
| --------- | ------------------ |
| Спартак   | 13                 |
| Локомотив | 9                  |
| Динамо    | 6                  |
| ЦСКА      | 5                  |

### Общая таблица результатов московских клубов в дерби с 1936 года
Ниже представлена общая таблица результатов московских клубов в дерби в период с 1936 года по настоящее время на основе данных портала wildstat.ru. В указанный период не происходило реформ клубного футбола страны (в отличие от более ранних периодов, в частности в 1923 году существовавшие ранее команды были расформированы) и клубы сохранили историческую преемственность.
| №  | Клуб                       | И   | В   | Н   | П   | Очки | О за И | МЗ   | МП  | Разн. |
| -- | -------------------------- | --- | --- | --- | --- | ---- | ------ | ---- | --- | ----- |
| 1  | «Спартак»                  | 737 | 320 | 203 | 214 | 1163 | 1,5780 | 1159 | 900 | +259  |
| 2  | ЦСКА                       | 717 | 302 | 169 | 246 | 1078 | 1,5035 | 1062 | 921 | +141  |
| 3  | «Динамо»                   | 741 | 288 | 207 | 246 | 1071 | 1,4453 | 1132 | 951 | +181  |
| 4  | «Локомотив»                | 621 | 211 | 129 | 281 | 765  | 1,2319 | 787  | 984 | -197  |
| 5  | «Торпедо»                  | 599 | 202 | 158 | 239 | 764  | 1,2755 | 779  | 854 | -75   |
| 6  | «Москва»                   | 95  | 24  | 25  | 46  | 97   | 1,0211 | 94   | 139 | -45   |
| 7  | ВВС                        | 65  | 22  | 10  | 33  | 76   | 1,1692 | 94   | 142 | -48   |
| 8  | «Крылья Советов»           | 70  | 19  | 14  | 37  | 71   | 1,0143 | 77   | 141 | -64   |
| 9  | «Серп и Молот»             | 49  | 18  | 9   | 22  | 63   | 1,2857 | 90   | 116 | -26   |
| 10 | «Буревестник»              | 24  | 8   | 6   | 10  | 30   | 1,2500 | 40   | 53  | -13   |
| 11 | ВМС                        | 25  | 7   | 5   | 13  | 26   | 1,0400 | 36   | 66  | -30   |
| 12 | «Пищевик»                  | 28  | 4   | 6   | 18  | 18   | 0,6429 | 26   | 53  | -27   |
| 13 | «Асмарал (Красная Пресня)» | 24  | 3   | 3   | 18  | 12   | 0,5000 | 21   | 57  | -36   |
| 14 | «Сталинец»                 | 15  | 3   | 1   | 11  | 10   | 0,6667 | 13   | 30  | -17   |
| 15 | «Профсоюзы-2»              | 2   | 1   | 1   | 0   | 4    | 2,0000 | 4    | 3   | +1    |
| 16 | «Профсоюзы-1»              | 2   | 0   | 0   | 2   | 0    | 0,0000 | 2    | 4   | -2    |

Примечания. Данные по состоянию на 17 августа 2025.

Учтены только матчи между командами, когда-либо игравшими в топ-дивизионах СССР и России.

Учтены все матчи в ЧСССР (включая золотые матчи, включая матчи в низших дивизионах), КСССР, КФФСССР, ЧР (включая золотой матч 2002, включая матчи в низших дивизионах), КР, КПЛ, СКР.

Учтены результаты матчей в основное и дополнительное время (без учета серий пенальти).

Очки подсчитаны по трёхочковой системе начисления.

### Достижения
Чемпионат — Чемпионат СССР + Чемпионат России

Кубок — Кубок СССР + Кубок России

Суперкубок — Суперкубок России + Кубок сезона СССР

Кубок Лиги — Кубок Федерации футбола СССР + Кубок Премьер-Лиги + Приз Всесоюзного комитета

Еврокубки — Кубок УЕФА + Суперкубок УЕФА

Сводная таблица титулов московских футбольных клубов:
| № | Клуб      | Чемпионат (СССР + РФ) | Кубок (СССР + РФ) | Кубок Лиги (СССР + РФ) | Суперкубок (СССР + РФ) | Еврокубки (КУ + СК) | Итого | Последний титул | Прим.         |
| - | --------- | --------------------- | ----------------- | ---------------------- | ---------------------- | ------------------- | ----- | --------------- | ------------- |
| 1 | Спартак   | 22 (12+10)            | 14 (10+4)         | 1 (1+0)                | 1 (0+1)                | 0                   | 38    | 2022            | [ 40 ] [ 41 ] |
| 2 | ЦСКА      | 13 (7+6)              | 14 (5+9)          | 1 (1+0)                | 8 (0+8)                | 1 (1+0)             | 37    | 2025            | [ 42 ] [ 43 ] |
| 3 | Динамо    | 11 (11+0)             | 7 (6+1)           | 0                      | 1 (1+0)                | 0                   | 19    | 1995            | [ 44 ]        |
| 4 | Локомотив | 3 (0+3)               | 11 (2+9)          | 0                      | 3 (0+3)                | 0                   | 17    | 2021            | [ 45 ]        |
| 5 | Торпедо   | 3 (3+0)               | 7 (6+1)           | 0                      | 0                      | 0                   | 10    | 1993            | [ 46 ]        |

В период до 1936 года в стране не существовало общенациональных клубных турниров. Статистика достижений московских команд в турнирах Московской футбольной лиги указана в разделе, посвященном истории московских дерби данного периода.
В дальнейшем клубы из столицы России лидируют как в советском футболе, так и в российском.

#### Достижения в турнирах СССР, СНГ
В данном разделе представлена таблица достижений клубов в период с 1936 года по 1992 год. Последним учтенным турниром является Кубок СССР—СНГ по футболу 1991/1992.
| № | Клуб      | Чемпионат СССР | Кубок СССР/СНГ | Кубок Лиги СССР | Суперкубок СССР | Итого | Прим.         |
| - | --------- | -------------- | -------------- | --------------- | --------------- | ----- | ------------- |
| 1 | Спартак   | 12             | 10             | 1               | 0               | 23    | [ 40 ] [ 41 ] |
| 2 | Динамо    | 11             | 6              | 0               | 1               | 18    | [ 44 ]        |
| 3 | ЦСКА      | 7              | 5              | 1               | 0               | 13    | [ 42 ] [ 43 ] |
| 4 | Торпедо   | 3              | 6              | 0               | 0               | 9     | [ 46 ]        |
| 5 | Локомотив | 0              | 2              | 0               | 0               | 2     | [ 45 ]        |

За указанный период доля московских команд в общем количестве выигранных титулов в разрезе турниров составляет:
| Трофеи             | Чемпионат | Чемпионат | Кубок  | Кубок  | Кубок Лиги | Кубок Лиги | Суперкубок | Суперкубок | Итого  | Итого  |
| ------------------ | --------- | --------- | ------ | ------ | ---------- | ---------- | ---------- | ---------- | ------ | ------ |
| Трофеи             | Кол-во    | Доля,%    | Кол-во | Доля,% | Кол-во     | Доля,%     | Кол-во     | Доля,%     | Кол-во | Доля,% |
| Московские клубы   | 33        | 61 %      | 29     | 57 %   | 2          | 33 %       | 1          | 14 %       | 65     | 55 %   |
| Другие клубы РСФСР | 1         | 2 %       | 2      | 4 %    | 0          | 0 %        | 1          | 14 %       | 4      | 3 %    |
| Другие клубы СССР  | 20        | 37 %      | 20     | 39 %   | 4          | 67 %       | 5          | 71 %       | 49     | 42 %   |
| ИТОГО              | 54        | 100 %     | 51     | 100 %  | 6          | 100 %      | 7          | 100 %      | 118    | 100 %  |

Столичные клубы выиграли 55 % всех советских внутренних футбольных трофеев, при этом доля московских клубов по количеству наиболее престижных титулов чемпиона СССР и обладателя Кубка СССР составляет 61 % и 57 % соответственно.

#### Достижения в турнирах Российской Федерации
В данном разделе представлена таблица достижений российских футбольных клубов с 1992 года по настоящее время. Первый учтенный турнир — Чемпионат России по футболу 1992.
| №   | Клуб      | Чемпионат России | Кубок России | Кубок Премьер-Лиги | Суперкубок России | Еврокубки (КУ + СК) | Итого | Последний титул | Прим.         |
| --- | --------- | ---------------- | ------------ | ------------------ | ----------------- | ------------------- | ----- | --------------- | ------------- |
| 1   | ЦСКА      | 6                | 9            | 0                  | 8                 | 1 (1+0)             | 24    | 2025            | [ 42 ] [ 43 ] |
| 2   | Спартак   | 10               | 4            | 0                  | 1                 | 0                   | 15    | 2022            | [ 40 ] [ 41 ] |
| 3   | Локомотив | 3                | 9            | 0                  | 3                 | 0                   | 15    | 2021            | [ 45 ]        |
| 4—5 | Торпедо   | 0                | 1            | 0                  | 0                 | 0                   | 1     | 1993            | [ 46 ]        |
| 4—5 | Динамо    | 0                | 1            | 0                  | 0                 | 0                   | 1     | 1995            | [ 44 ]        |

За указанный период доля московских команд в общем количестве выигранных титулов в разрезе турниров составляет:
| Трофеи              | Чемпионат | Чемпионат | Кубок  | Кубок  | Кубок Лиги | Кубок Лиги | Суперкубок | Суперкубок | Итого  | Итого  |
| ------------------- | --------- | --------- | ------ | ------ | ---------- | ---------- | ---------- | ---------- | ------ | ------ |
| Трофеи              | Кол-во    | Доля,%    | Кол-во | Доля,% | Кол-во     | Доля,%     | Кол-во     | Доля,%     | Кол-во | Доля,% |
| Московские клубы    | 19        | 58 %      | 24     | 73 %   | 0          | 0 %        | 12         | 52 %       | 55     | 61 %   |
| Другие клубы России | 14        | 42 %      | 9      | 27 %   | 1          | 100 %      | 11         | 48 %       | 35     | 39 %   |
| ИТОГО               | 33        | 100 %     | 33     | 100 %  | 1          | 100 %      | 23         | 100 %      | 90     | 100 %  |

Столичные клубы выиграли более 60 % всех российских внутренних футбольных трофеев, при этом доля московских клубов по количеству наиболее престижных титулов чемпиона России и обладателя Кубка России составляет 58 % и 73 % соответственно.
Из двух выигранных российскими командами Кубков УЕФА один завоеван московским ЦСКА.

## Список противостояний

### «Динамо» — «Локомотив»

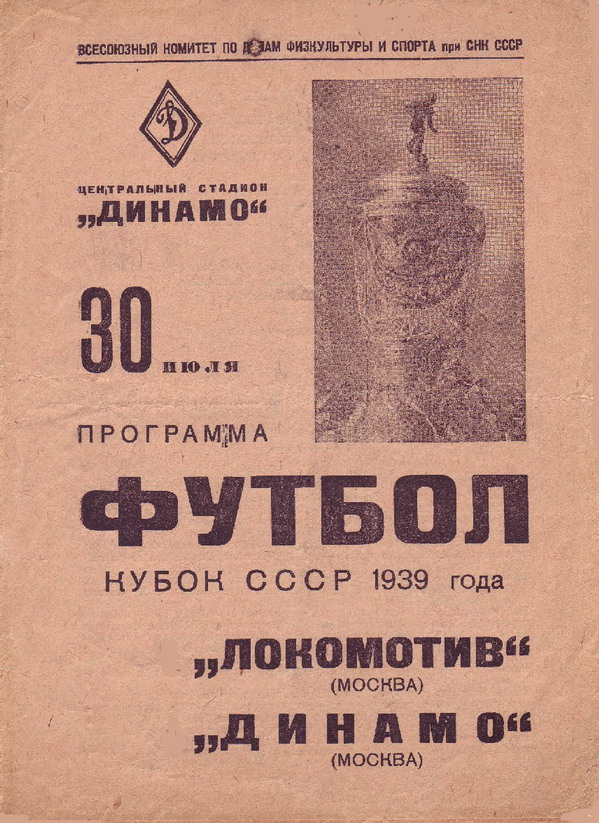
Афиша матча 1/32 финала Кубка СССР 1939. «Локомотив» — «Динамо», 30 июля 1939.

Соперничество «Динамо» и «Локомотива» — дерби между столичными клубами «Динамо» и «Локомотив». История соперничества ведёт своё начало с 5 июня 1936 года, когда команды на поле стадиона «Динамо» встретились во втором туре первого клубного чемпионата СССР. По состоянию на март 2025 года клубы провели друг против друга в официальных матчах (чемпионате СССР, российской Премьер-лиге, Кубке СССР, Кубке Федерации футбола СССР, Кубке России) 151 встречу, в которых 67 матчей выиграло «Динамо», 50 — «Локомотив», 34 игры завершилась вничью.

#### Результаты матчей «Динамо» и «Локомотива»[47][48]
| Турнир  | Победы «Динамо» | Ничьи | Победы «Локомотива» | Разница мячей |
| ------- | --------------- | ----- | ------------------- | ------------- |
| ЧСССР   | 39              | 11    | 14                  | 141—71        |
| КСССР   | 4               | 2     | 3                   | 13—13         |
| КФФСССР | 3               | 1     | 0                   | 10—5          |
| ЧР      | 19              | 19    | 28                  | 94—110        |
| КР      | 2               | 1     | 5                   | 5—12          |
| Итого   | 67              | 34    | 50                  | 263—211       |

### «Динамо» — «Спартак»

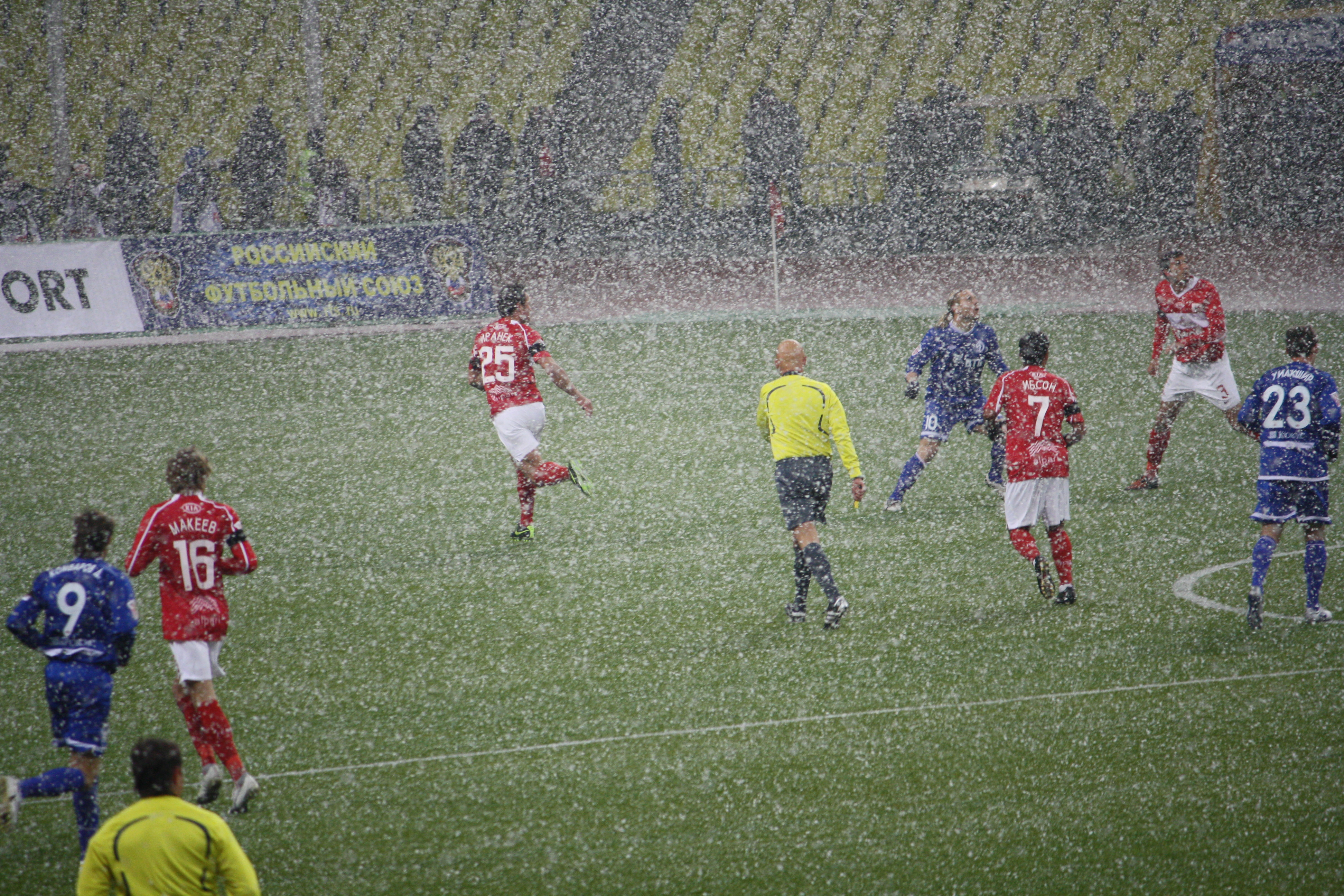
Матч «Спартака» и «Динамо» 14 марта 2010 года. Стадион Лужники.

Соперничество московских футбольных клубов «Динамо» и «Спартак» — старейшее, классическое российское дерби, берущее своё начало с первого матча «Красная Пресня» — «Динамо» 17 июня 1923 года в чемпионате Москвы.
Всего за более чем 100-летнюю историю команды провели 230 матчей, в которых «Спартак» одержал 89 побед, а «Динамо» 65. Ничьей закончилось 76 игр. Из этих матчей официальными являются 216. Всего в них было забито 592 гола, из них 321 принадлежат игрокам «Спартака», а 271 игрокам «Динамо». «Спартак» 22 раза побеждал с крупным счётом, «Динамо» 16.

#### Результаты матчей «Динамо» и «Спартака»
| Турнир                    | Страна | Игры | Победы «Спартака» | Ничьи | Победы «Динамо» |
| ------------------------- | ------ | ---- | ----------------- | ----- | --------------- |
| Чемпионат                 | СССР   | 98   | 28                | 38    | 32              |
| Чемпионат                 | Россия | 66   | 33                | 22    | 11              |
| Чемпионат                 | Итого  | 164  | 61                | 60    | 43              |
| Кубок                     | СССР   | 11   | 6                 | 2     | 3               |
| Кубок                     | Россия | 11   | 7                 | 0     | 4               |
| Кубок                     | Итого  | 22   | 13                | 2     | 7               |
| Кубок Федерации           | СССР   | 7    | 2                 | 5     | 0               |
| Приз Всесоюзного комитета | СССР   | 1    | 0                 | 1     | 0               |
| Чемпионат Москвы          | СССР   | 22   | 9                 | 4     | 9               |
| Прочие                    | СССР   | 8    | 3                 | 2     | 3               |
| Прочие                    | Россия | 6    | 1                 | 2     | 3               |
| Прочие                    | Итого  | 14   | 4                 | 4     | 6               |
| Всего                     | Всего  | 230  | 89                | 76    | 65              |

(откорректировано по состоянию на 11 мая 2025)

### «Динамо» — «Торпедо»
Соперничество «Динамо» и «Торпедо» — дерби между столичными клубами «Динамо» и «Торпедо». История соперничества ведёт своё начало с 5 августа 1938 года, когда команды на поле стадиона «Динамо» встретились в 1/32 финала Кубка СССР. По состоянию на 20 мая 2023 года клубы провели друг против друга в официальных матчах (чемпионате СССР, российской Премьер-лиге, Кубке СССР, Кубке Федерации футбола СССР, Кубке России, Кубке Премьер-Лиги) 152 встречи, в которых 65 матчей выиграл «Динамо», 47 — «Торпедо», 40 игр завершились вничью.

#### Результаты матчей «Динамо» и «Торпедо»[52][53]
| Турнир  | Победы «Динамо» | Ничьи | Победы «Торпедо» | Разница мячей |
| ------- | --------------- | ----- | ---------------- | ------------- |
| ЧСССР   | 41              | 24    | 33               | 150—125       |
| КСССР   | 5               | 0     | 5                | 14—13         |
| КФФСССР | 4               | 1     | 2                | 13—11         |
| ЧР      | 13              | 13    | 6                | 46—34         |
| КР      | 2               | 1     | 0                | 5—1           |
| КПЛ     | 1               | 0     | 0                | 2—1           |
| Итого   | 65              | 40    | 47               | 230—187       |

### «Динамо» — ЦСКА
Соперничество московских футбольных клубов ЦСКА и «Динамо» — российское дерби, берущее своё начало с первого матча ОППВ — «Динамо» 24 июня 1923 года в чемпионате Москвы.
По состоянию на 17 августа 2025 года клубы провели друг против друга в официальных матчах турниров национального уровня (Чемпионате СССР, российской Премьер-лиге, Кубке СССР, Кубке Федерации футбола СССР, Кубке России) 182 встречи, в которых 67 матчей выиграло «Динамо», 64 — ЦСКА, 51 игра завершились вничью.

#### Результаты матчей «Динамо» и ЦСКА[54][55]
| Турнир  | Победы «Динамо» | Ничьи | Победы ЦСКА | Разница мячей |
| ------- | --------------- | ----- | ----------- | ------------- |
| ЧСССР   | 33              | 27    | 35          | 134—111       |
| КСССР   | 6               | 3     | 5           | 16—13         |
| КФФСССР | 2               | 0     | 0           | 3—1           |
| ЧР      | 26              | 19    | 22          | 89—91         |
| КР      | 0               | 2     | 2           | 3—5           |
| Итого   | 67              | 51    | 64          | 245—221       |

### «Локомотив» — «Спартак»

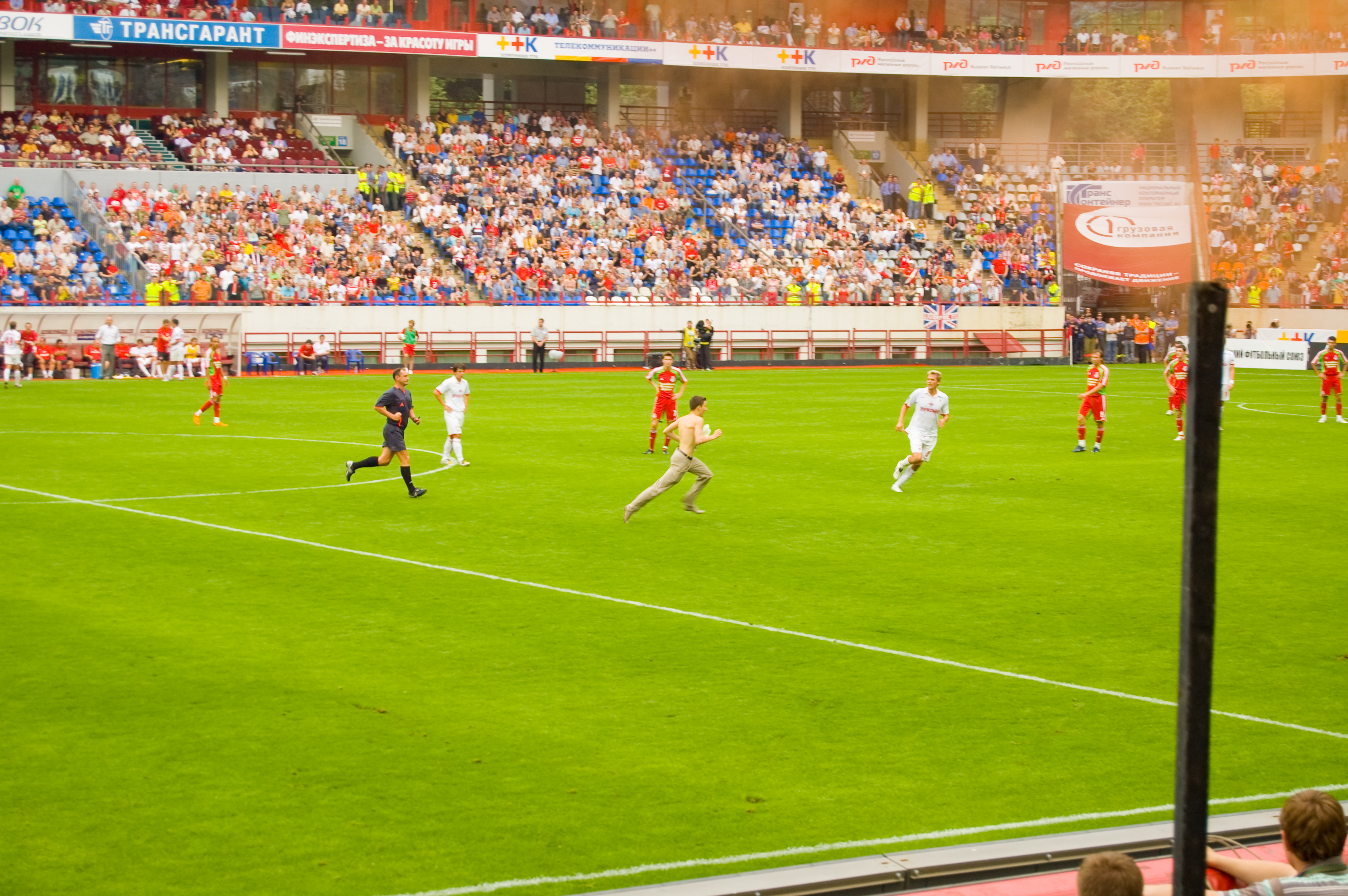
Матч Чемпионата России 2008. «Локомотив» — «Спартак», 19 июля 2008.

Соперничество «Спартака» и «Локомотива» — дерби между столичными клубами «Спартак» и «Локомотив», которое является одним из наиболее значимых противостояний в российском футболе. История соперничества ведёт своё начало с 17 июня 1936 года, когда команды на поле стадиона «Сталинец» встретились в 5 туре первого клубного чемпионата СССР. По состоянию на август 2025 года клубы провели друг против друга в официальных матчах (чемпионате СССР, российской Премьер-лиге, Кубке СССР, Кубке Федерации футбола СССР, Кубке России, Суперкубке России) 158 встреч, в которых 86 матчей выиграл «Спартак», 36 — «Локомотив», 36 игр завершились вничью.

#### Результаты матчей «Локомотива» и «Спартака»[56][57]
| Турнир  | Победы «Спартака» | Ничьи | Победы «Локомотива» | Разница мячей |
| ------- | ----------------- | ----- | ------------------- | ------------- |
| ЧСССР   | 41                | 17    | 8                   | 135—68        |
| КСССР   | 6                 | 1     | 3                   | 13—8          |
| КФФСССР | 4                 | 0     | 0                   | 14—4          |
| ЧР      | 30                | 17    | 22                  | 108—81        |
| КР      | 4                 | 1     | 3                   | 13—13         |
| СКР     | 1                 | 0     | 0                   | 2—1           |
| Итого   | 86                | 36    | 36                  | 285—175       |

### «Локомотив» — «Торпедо»
Соперничество между столичными клубами «Локомотива» и «Торпедо» ведёт своё начало с 25 августа 1938 года, когда команды на поле стадиона «Сталинец» встретились в матче четвёртого клубного чемпионата СССР в присутствии 12 000 зрителей, победу со счётом 2:0 одержал «Локомотив». По состоянию на 3 июня 2023 года клубы провели друг против друга в официальных матчах (чемпионате СССР, российской Премьер-лиге, Кубке СССР, Кубке Федерации футбола СССР, Кубке России) 104 встречи, в которых 43 матча выиграл «Локомотив», 43 — «Торпедо», 18 игр завершились вничью.

#### Результаты матчей «Локомотива» и «Торпедо»[59][60]
| Турнир  | Победы «Локомотива» | Ничьи | Победы «Торпедо» | Разница мячей |
| ------- | ------------------- | ----- | ---------------- | ------------- |
| ЧСССР   | 23                  | 9     | 32               | 75—84         |
| КСССР   | 1                   | 0     | 1                | 3—2           |
| КФФСССР | 0                   | 1     | 3                | 2—8           |
| ЧР      | 17                  | 8     | 7                | 54—30         |
| КР      | 2                   | 0     | 0                | 4—1           |
| Итого   | 43                  | 18    | 43               | 138—125       |

### «Локомотив» — ЦСКА
Соперничество «Локомотива» и ЦСКА — дерби между столичными клубами «Локомотив» и ЦСКА. История соперничества ведёт своё начало с 3 июля 1936 года, когда команды на поле стадиона «ЦДКА» встретились в 6-м туре первого клубного Чемпионата СССР по футболу. Первый матч соперников закончился победой «Локомотива» со счетом 3:0.
По состоянию на июль 2025 года клубы провели друг против друга в официальных матчах (чемпионате СССР, чемпионате России, Кубке СССР, Кубке России, Суперкубке России) 152 встречи, в которых 69 матчей выиграл ЦСКА, 50 — «Локомотив», а ещё 33 игры завершились вничью.

#### Результаты матчей «Локомотива» и ЦСКА[61][62]
| Турнир              | Победы «Локомотива» | Ничьи | Победы ЦСКА | Разница мячей |
| ------------------- | ------------------- | ----- | ----------- | ------------- |
| ЧСССР (Высшая лига) | 15                  | 18    | 30          | 67—120        |
| ЧСССР (Первая лига) | 2                   | 1     | 3           | 7—10          |
| КСССР               | 1                   | 0     | 6           | 3—16          |
| ЧР                  | 30                  | 14    | 26          | 83—91         |
| КР                  | 1                   | 0     | 3           | 6—7           |
| СКР                 | 1                   | 0     | 1           | 1—2           |
| Итого               | 50                  | 33    | 69          | 167—246       |

### ФК «Москва» — «Торпедо»
История противостояния ФК «Москва» («Торпедо-ЗИЛ» в период 1996—2003 годов, «Торпедо-Металлург» в 2003—2004 годах, с 2004 года «Москва») и ФК «Торпедо» короткая по сравнению с другими московскими дерби, но имеет достаточно серьезные причины для напряженности между клубами и болельщиками.
Летом 1996 года московский завод имени Лихачёва продал права на футбольный клуб «Торпедо», который был связан с заводом с 1930-х годов, ОАО «Лужники», в дальнейшем команда стала играть домашние матчи на Большой спортивной арене под названием «Торпедо-Лужники». Однако новое руководство ЗИЛ, особенно Валерий Носов (футбольный болельщик и старший брат бывшего президента «Торпедо» Владимира Носова), назначенный в январе 1997 года на пост генерального директора, желало возродить заводскую команду, права на которую полностью принадлежали бы заводу, и уже в начале 1997 года был организован клуб «Торпедо-ЗИЛ». Руководство клуба было сформировано из бывших торпедовцев; генеральным директором стал бывший игрок сборной СССР Владимир Сахаров, главным тренером команды — Сергей Петренко, ранее работавший в «Торпедо» ассистентом Александра Тарханова. Костяк новой команды также был сформирован из бывших «автозаводцев», не занятых на тот момент в других клубах. Домашним стадионом клуба стал стадион «Торпедо» на Восточной улице, права на который сохранил ЗИЛ.
После описанных событий 1996—1997 годов у болельщиков возникла путаница — какое «Торпедо» считать «настоящим». Часть болельщиков московского «Торпедо», которое было выкуплено у АМО ЗИЛ, стали поддерживать новый клуб, а ветераны автозаводской команды заявляли, что именно «Торпедо-ЗИЛ» — хранитель истории и традиций клуба. После переименования команды в ФК «Москва» многие болельщики перестали поддерживать клуб, так как он перестал относиться к автозаводу, тем более что к тому времени уже существовала новая команда, с 2006 года сформировавшаяся в футбольный клуб «Торпедо-РГ» (с 2009 года — «Торпедо-ЗИЛ»).
Первый матч противостояния состоялся в первом сезоне «Торпедо-ЗИЛ» в высшем дивизионе российского футбола в рамках Чемпионата России 24 июня 2001 года. Игра, проходившая на стадионе имени Эдуарда Стрельцова завершилась вничью 1:1. Последний матч прошел в Лужниках 4 ноября 2006 года в рамках Чемпионата России и закончился победой Москвы со счетом 2:0. Затем «Торпедо» вылетело из Премьер-лиги и до сезона 2013/14 включительно не возвращалось на уровень национальной топ-лиги. За это время ФК «Москва» успел провести Премьер-лиге еще 3 сезона, из-за финансовых проблем отказаться от продолжения выступлений на профессиональном уровне, сыграть сезон-2010 в ЛФЛ и 28 декабря 2010 объявить о прекращении существования клуба.
На этом история дерби «Москвы» и «Торпедо» завершилась.
Всего клубы провели друг против друга в официальных матчах (Чемпионате России, Кубке России) 14 встреч, в которых 3 матча выиграла «Москва», 6 — «Торпедо», а ещё 5 игр завершились вничью.

#### Результаты матчей «Москвы» и «Торпедо»[69]
| Турнир | Победы «Москвы» | Ничьи | Победы «Торпедо» | Разница мячей |
| ------ | --------------- | ----- | ---------------- | ------------- |
| ЧР     | 2               | 5     | 5                | 9—15          |
| КР     | 1               | 0     | 1                | 3—4           |
| Итого  | 3               | 5     | 6                | 12—19         |

### «Спартак» — «Торпедо»
Соперничество московских футбольных клубов «Торпедо» и «Спартак» — российское дерби берущее своё начало с матча клубов-предшественников «Красная Пресня» — «РДПК» 6 августа 1925 года в чемпионате Москвы. Первый официальный матч собственно «Спартака» и «Торпедо» состоялся 24 мая 1938 года на стадионе «Сталинец» в рамках Группы «А» Чемпионата СССР по футболу 1938 года и завершился победой автозаводцев со счетом 3:2. Всего за более чем 90-летнюю историю команды провели 147 матчей на высшем уровне в Чемпионате СССР по футболу, Кубке СССР по футболу, Кубке Федерации футбола СССР и Чемпионате России по футболу в которых «Спартак» одержал 54 победы, а «Торпедо» 49. Ничьей закончились 44 игры.

#### Результаты матчей «Спартака» и «Торпедо»
В таблице указаны все исходы противостояний в разрезе турниров.
| Турнир  | Победы «Спартака» | Ничьи | Победы «Торпедо» | Разница мячей |
| ------- | ----------------- | ----- | ---------------- | ------------- |
| ЧСССР   | 30                | 31    | 33               | 134—138       |
| КСССР   | 3                 | 2     | 7                | 7—6           |
| КФФСССР | 3                 | 2     | 2                | 10—8          |
| ЧР      | 18                | 9     | 7                | 54—32         |
| Итого   | 54                | 44    | 49               | 205—184       |

### «Спартак» — ЦСКА

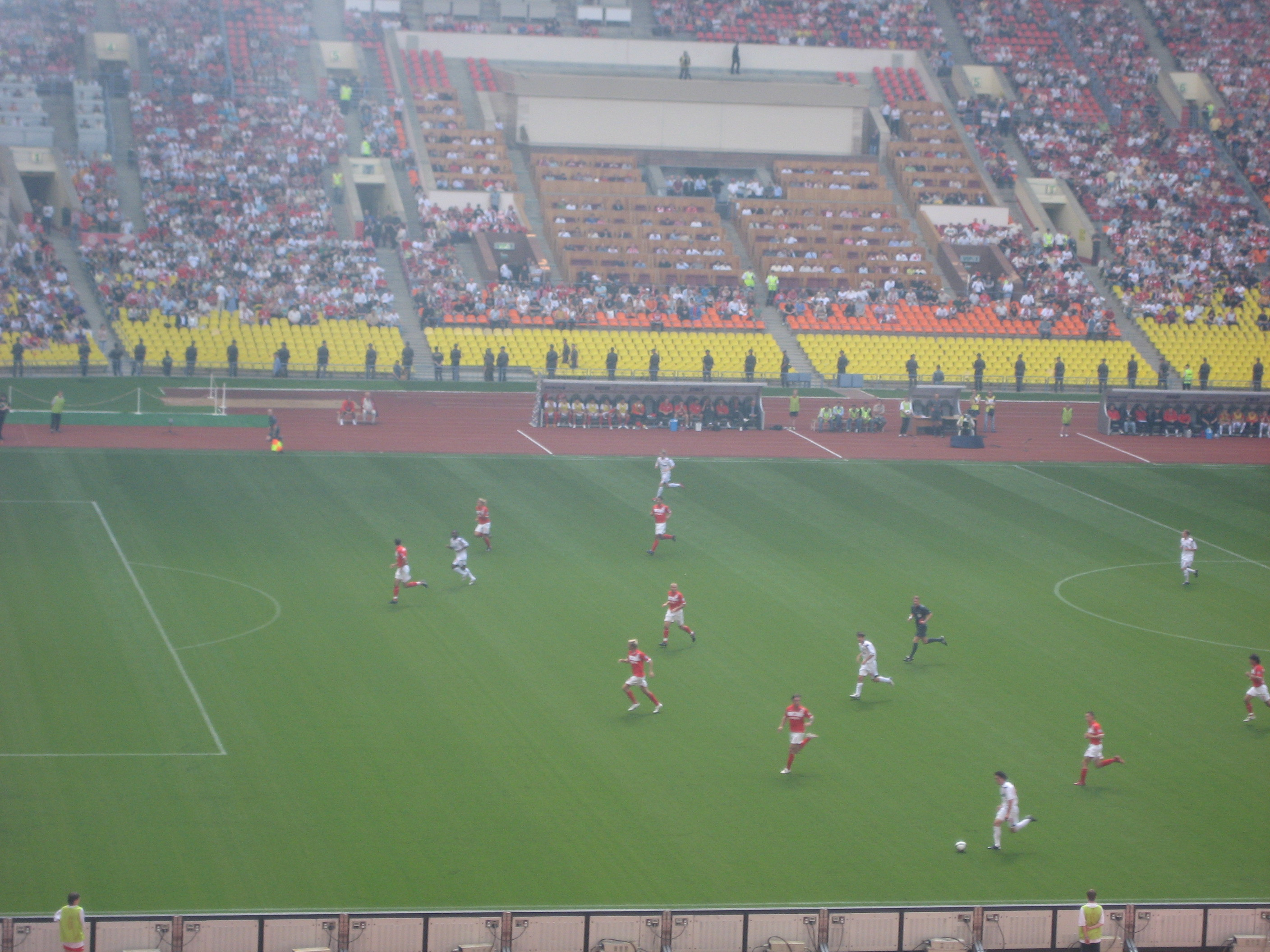
Дерби «Спартака» и ЦСКА 12 июля 2008 года. Лужники.

«Главное московское дерби» — закрепившееся название футбольного дерби между клубами «Спартак» и ЦСКА, которое является одним из самых принципиальных противостояний в российском футболе и во всей Европе. История дерби ведёт своё начало с 1 июня 1922 года, когда команды носившие в то время названия ОЛЛС и МКС встретились в финале абсолютного первенства Москвы на нейтральном поле стадиона ЗКС. Долгие годы дерби «Спартак» — ЦСКА было в тени соперничеств ЦСКА с московским «Динамо» и «Спартака» с киевским «Динамо», однако после распада СССР и образования чемпионата России дерби вышло на первые роли в отечественном футболе. На апрель 2025 года соперники встречались в официальных матчах 200 раз, в которых 86 матчей выиграл «Спартак», 74 ЦСКА, а ещё 40 игр завершились вничью.

### «Торпедо» — ЦСКА
Соперничество между столичными клубами «Торпедо» и «ЦСКА» ведёт своё начало с 7 октября 1938 года, когда команды на поле стадиона «ЦДКА» встретились в матче четвёртого клубного чемпионата СССР в присутствии 5 000 зрителей, победу со счётом 1:0 одержал ЦСКА. По состоянию на 13 мая 2023 года клубы провели друг против друга в официальных матчах (чемпионате СССР, российской Премьер-лиге, Кубке СССР, Кубке Федерации футбола СССР, Кубке России) 142 встречи, в которых 46 матчей выиграло «Торпедо», 60 — ЦСКА, 36 игр завершились вничью.

#### Результаты матчей «Торпедо» и ЦСКА[77][78]
| Турнир  | Победы «Торпедо» | Ничьи | Победы ЦСКА | Разница мячей |
| ------- | ---------------- | ----- | ----------- | ------------- |
| ЧСССР   | 29               | 25    | 33          | 124—128       |
| КСССР   | 6                | 2     | 7           | 27—23         |
| КФФСССР | 0                | 1     | 1           | 0—2           |
| ЧР      | 10               | 6     | 16          | 40—50         |
| КР      | 1                | 2     | 3           | 3—8           |
| Итого   | 46               | 36    | 60          | 194—211       |

## Болельщики
Помимо спортивной составляющей противостояний, важную роль, существенно влияющую на атмосферу дерби, играют взаимоотношения болельщиков московских клубов между собой.
Ниже представлена таблица, отражающая отношения фанатов пяти действующих самых популярных московских клубов между собой.
| Клуб      | Динамо       | Локомотив        | Спартак          | Торпедо          | ЦСКА             |
| --------- | ------------ | ---------------- | ---------------- | ---------------- | ---------------- |
| Динамо    | —            | Нейтрально       | Враждебно        | Враждебно        | Дружественно     |
| Локомотив | Нейтрально   | —                | Враждебно        | Крайне враждебно | Нейтрально       |
| Спартак   | Враждебно    | Враждебно        | —                | Дружественно     | Крайне враждебно |
| Торпедо   | Враждебно    | Крайне враждебно | Дружественно     | —                | Враждебно        |
| ЦСКА      | Дружественно | Нейтрально       | Крайне враждебно | Враждебно        | —                |

Стоит выделить следующие наиболее принципиальные противостояния среди фанатов.

### Принципиальные соперники «Динамо»

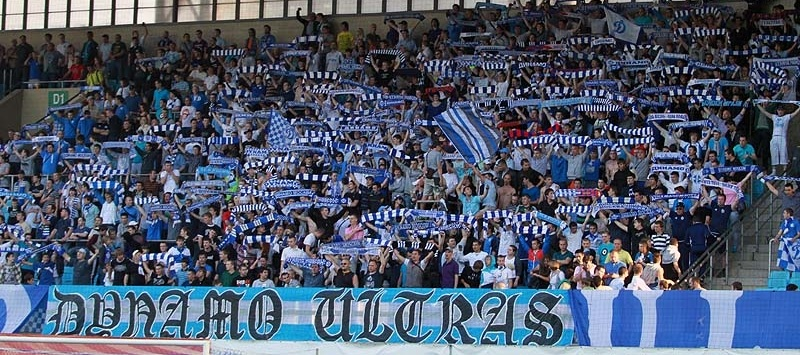
Болельщики «Динамо» на «Арене Химки».

Из российских команд у болельщиков «Динамо» дружественные отношения с динамовскими коллективами из других городов России, бывших советских республик и стран бывшего социалистического лагеря, а также с болельщиками ЦСКА. Главными соперниками болельщиков «Динамо» среди московских команд являются фанаты московских клубов «Спартака» и «Торпедо».

### Принципиальные соперники «Локомотива»

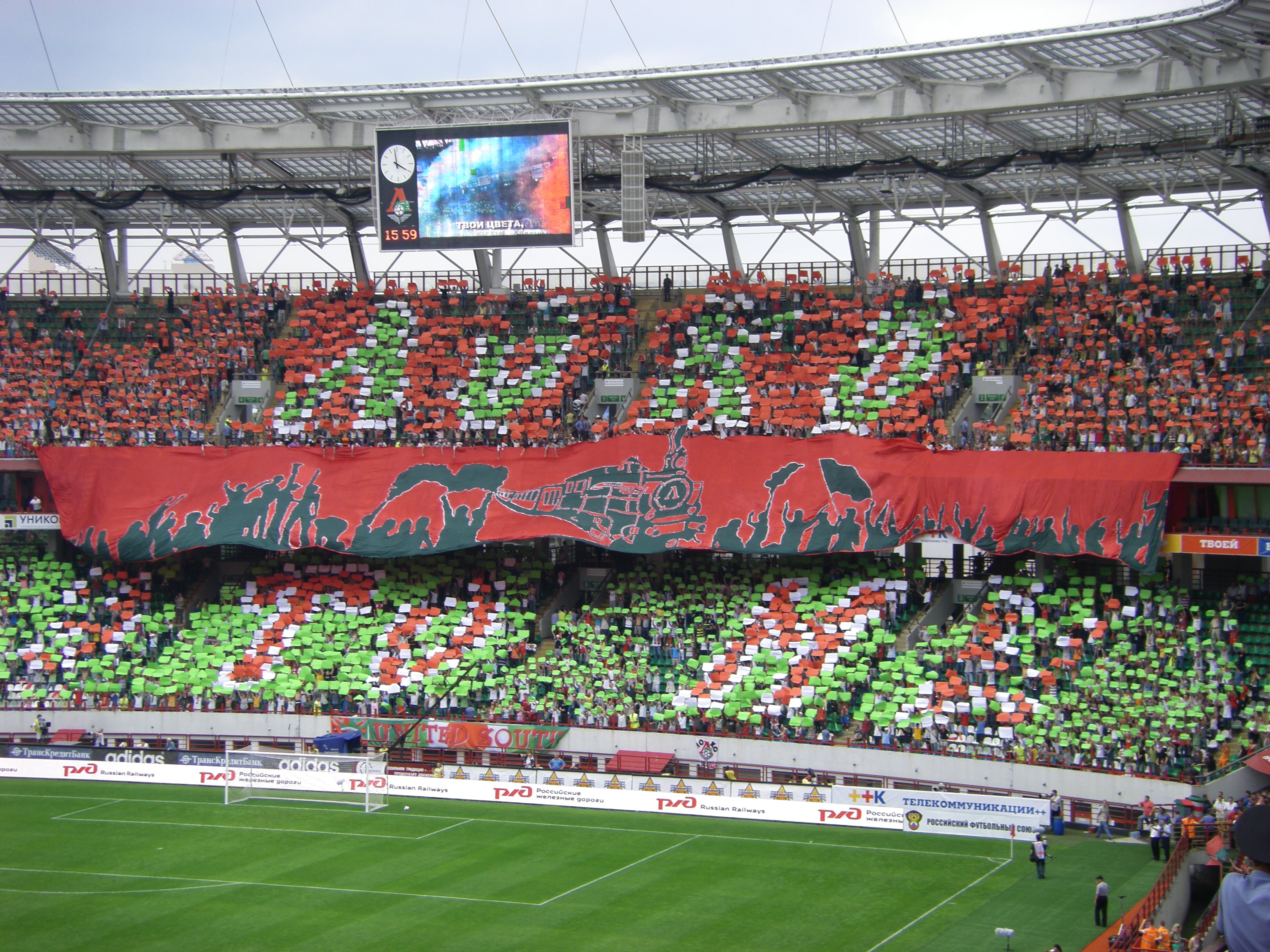
Перфоманс фанатов Локомотива на дерби 19 июля 2008 года против Спартака

Самыми принципиальными для болельщиков «Локомотива» соперниками среди московских клубов традиционно являются фанаты «Торпедо», в последние годы также враждебными стали взаимоотношения со «Спартаком».

### Принципиальные соперники «Спартака»

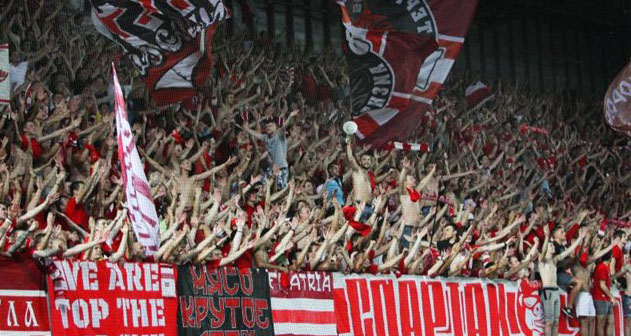
«Hands in the air» на трибуне «Спартака».

У «Спартака» есть четыре главных дерби:
- Первое — это «Старейшее российское дерби», противостояние с московским «Динамо». Это противостояние профсоюзного клуба «Спартак» против ведомственного клуба «Динамо». Принципиальность этого дерби именно в происхождении клубов.
- Второе — это «Главное московское дерби», противостояние с ЦСКА, которое является таким же принципиальным, как и противостояние «Спартак» — «Динамо», так как ЦСКА является ведомственным клубом.
- Третье — это Дерби «Спартака» и «Торпедо», противостояние с «Торпедо» изначально было очень принципиальным, но после начала дружбы фанатов обоих клубов несёт статус «дружеского дерби». Оба клуба являются профсоюзными.
- Четвёртое — это Дерби «Спартака» и «Локомотива». Так же как матч «Спартака» с «Торпедо». Матч «Спартака» и «Локомотива», это матч профсоюзных команд.

### Принципиальные соперники «Торпедо»
Для фанатов чёрно-белых противниками являются все московские фанатские группировки, кроме спартаковских. Традиционными соперниками торпедовских болельщиков являются поклонники ЦСКА, а также их союзники динамовцы. С начала 2000-х годов происходит ожесточенное соперничество с фанатами «Локомотива».

### Принципиальные соперники ЦСКА

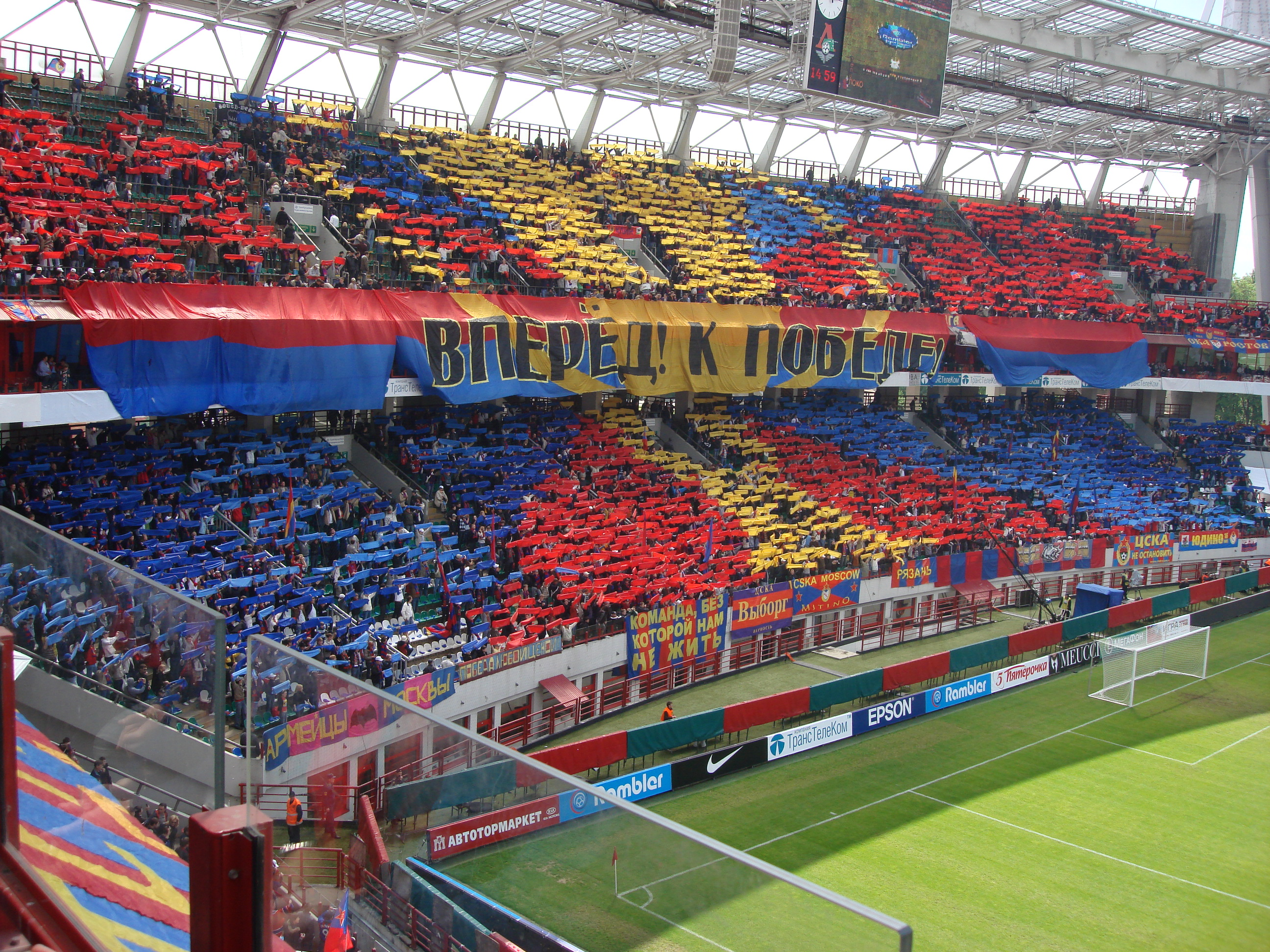
Перфоманс болельщиков ЦСКА во время финального матча на кубок России 2007—2008

Среди московских команд наиболее принципиальными противниками армейских болельщиков являются спартаковцы. Так называемое, «главное московское дерби» между клубами «Спартак» и ЦСКА является одним из самых принципиальных противостояний в российском футболе и во всей Европе.
Также враждебные отношения у красно-синих с торпедовцами. Союзниками фанатов ЦСКА являются поклонники московского «Динамо».

## Комментарии
1. ↑  Популярность клубов «Яндекс» оценивал по числу болельщиков — людей, которые искали информацию о матчах одной команды чаще, чем других. Запрос считали относящимся к матчу, если он содержал названия двух команд ([спартак рубин трансляция], [цска анжи 24 апреля]) и был задан в день матча или в течение двух дней до/после него. Учитывались только матчи сезона-2018/19.
2. ↑  В описании алгоритма расчёта популярности ничего не сказано об очистке результатов от искажений в связи с запросами с мобильных устройств в районе стадионов в дни матчей.